# 24e régiment d'infanterie (France)
Pour les articles homonymes, voir 24e régiment d'infanterie.
Le 24e régiment d'infanterie (24e RI) est un régiment d'infanterie de l'Armée de terre française créé le 26 avril 1775 à Strasbourg sous l'appellation Brie, durant le règne du roi Louis XVI. Dissous, le 13 juin 1997, il a été réactivé et recréé, le 27 juin 2013. 
Le 24e RI a la particularité d'être le seul régiment de l'armée française à être armé en quasi-totalité par des militaires de réserve, de l'armée de Terre (98 %). Régiment des Forces et inscrit dans l'ordre de bataille de l'armée de Terre, le 24e RI est aux ordres de l'EMZD-IDF (état-major de zone de défense - Île de France), directement subordonné au gouverneur militaire de Paris. 
Ses missions principales sont : mission de combat terrestre (MCT) sur le territoire national, telles que des missions de sécurisation, de soutien logistique et d’appui, le renforcement de la protection de points d’importance vitaux, la protection de postes de commandement, des zones de regroupement et d’attente.
L’état-major, la 1re et la 2e compagnie sont implantés au quartier Joffre-Drouot au camp de Satory à Versailles. La 3e et la 4e compagnie sont stationnées au camp des Matelots à Versailles.
Son personnel est projetable en OPEX, pour des missions dites " de courte durée ". Il participa à l'opération Résilience, durant la crise sanitaire liée à la Covid19. Des félicitations du Ministère des Armées lui ont été attribuées.

## Création et différentes dénominations
- 26 avril 1775 : Brie
- 1er janvier 1791 : tous les régiments prennent un nom composé du nom de leur arme avec un numéro d’ordre donné selon leur ancienneté. Brie devient le 24e régiment d'infanterie
- 1793 : amalgamé, il prend le nom de 24e demi-brigade de première formation
- 1796 : Reformé en tant que 24e demi-brigade de deuxième formation
- 1803 : renommé 24e régiment d'infanterie de ligne
- 16 juillet 1815 : comme l'ensemble de l'armée napoléonienne, il est licencié à la Seconde Restauration
- 11 août 1815 : création de la légion de Maine-et-Loire
- 1820 : renommée 24e régiment d'infanterie de ligne
- 1887 : devient le 24e régiment d'infanterie
- 1914 : à la mobilisation, il met sur pied son régiment de réserve, le 224e régiment d'infanterie
- 1940 : dissolution du régiment
- 1944 : recréation du 24e régiment d'infanterie
- 1946 : devient le 24e bataillon d'infanterie
- 1949 : dissolution du bataillon
- 1970 : création du 24e régiment d'infanterie divisionnaire (réserve)
- 1988 : recréation du 24e régiment d'infanterie (active)
- 13 juin 1997 : dissolution du régiment
- 27 juin 2013 : recréation du 24e régiment d'infanterie – Bataillon de réserve Île-de-France
- 1 janvier 2025 : renommé 24ᵉ régiment d'infanterie

## Mestres de camp et chefs de corps
Brie

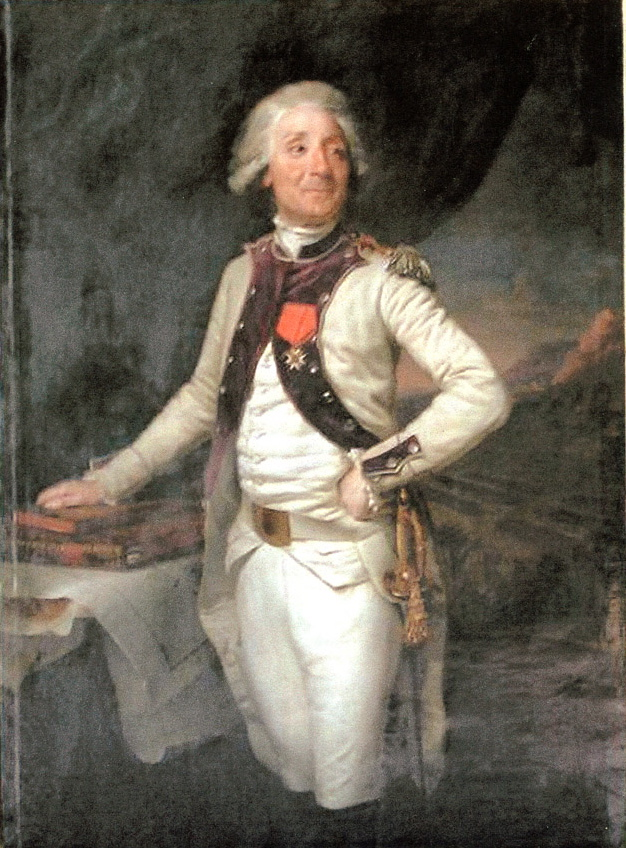
Colonel Jean-Baptiste Symon de Solémy, commandant Brie en 1791

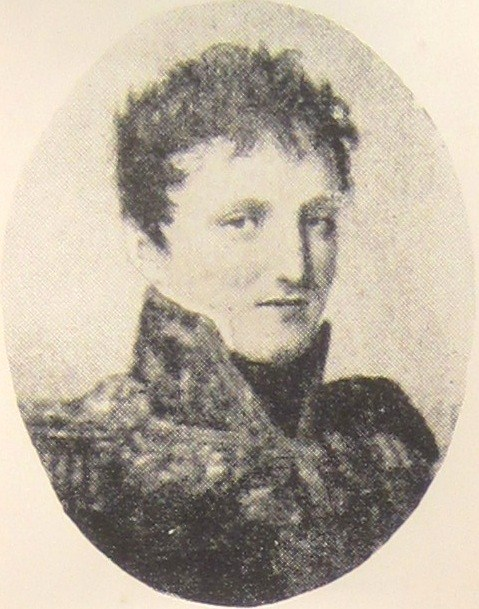
Général de division baron Jean-Baptiste Pierre de Semellé, commandant le 24e régiment d'infanterie de ligne en 1803

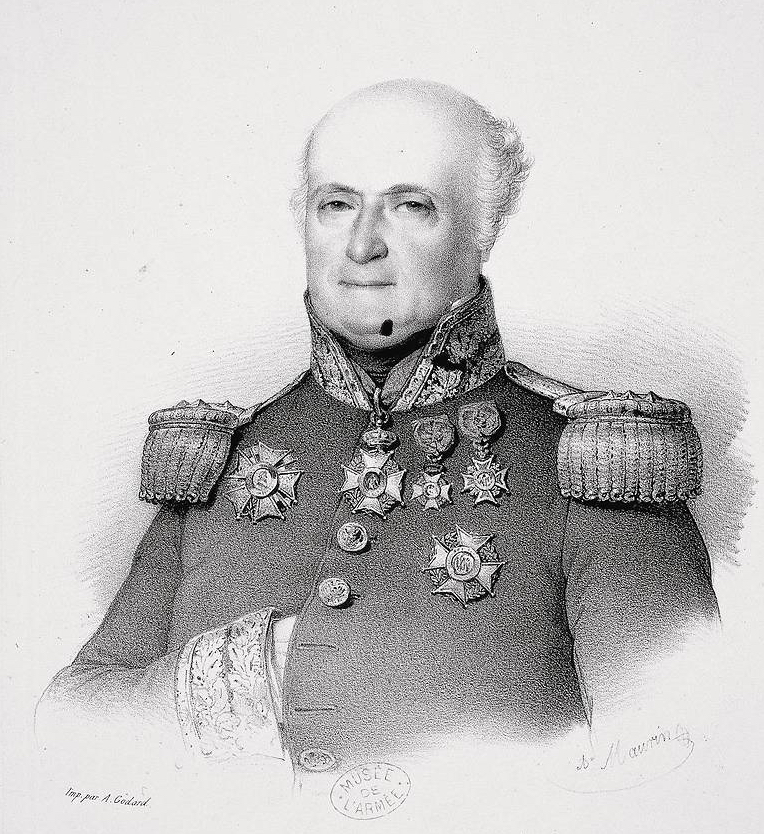
Lieutenant-général Jean-Baptiste Jamin, commandant le 24e régiment d'infanterie de ligne en 1807, à la suite de sa nomination au grade de colonel par l'Empereur

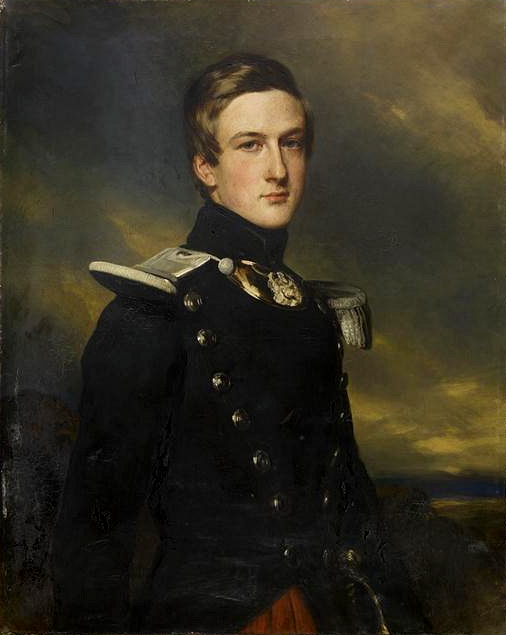
Henri d'Orléans, duc d'Aumale, lieutenant-colonel, commandant en second du 24e régiment d'infanterie de ligne en 1841, en Algérie

- 26 avril 1775 : Jean Gabriel de La Roque, comte de Podenas
- 1er janvier 1784 : Jean Gabriel René François, marquis de Fouquet d'Auvillars
- 25 juillet 1791 : Jean-Baptiste de Solémy

24e régiment d'infanterie
- 1er janvier 1791 : Jean-Baptiste de Solémy
- 21 octobre 1791 : Amable Henri Delaage
- 17 septembre 1792 : Pierre Henri du Puy-Beyres d'Argence[4]
- 16 mai 1792 : colonel Pierre Antoine Dupont-Chaumont

24e demi-brigade
- 1792 : colonel Fosse
- 1797 : chef de brigade Georges Kister (*)
- 1799 : chef de bataillon Guinet
- 1800 : chef de bataillon Jean-Baptiste Pierre Semellé

24e régiment d'infanterie de ligne
- 1803 : colonel Jean-Baptiste Pierre Semellé
- 1807 : colonel Jean-Baptiste Jamin
- 1813 : colonel Jean Baptiste Henric dit Henry (*)

Légion de Maine-et-Loire
- 1816 : colonel Alexandre Emeric de Durfort, marquis de Durfort-Civrac

24e régiment d'infanterie de ligne
- 1820 : colonel Alexandre Emeric de Durfort, marquis de Durfort-Civrac
- 1822 : colonel Verdier
- 1827 : colonel Barboujac
- 1830 : colonel de Reissenbach
- 1838 : colonel Franciade Fleurus Duvivier
- 1839 : colonel Gentil
- 1842 : colonel Pierre Charles Louis Boudhors
- 1846 : colonel Charles Alexandre d'Anthouard de Vraincourt
- 1851 : colonel Henri de Carondelet
- 1856 : colonel Danget
- 1863 : colonel Hippolyte Justin Maillart de Landreville
- 1869 : colonel Hervé
- 1er août 1870 : Colonel Charles Louis d'Arguesse
- 1871 : colonel Jourdain
- 1877 : colonel Gremion ?
- 1883 : colonel Lebrun
- 1883 : colonel Paul-Vincent Faure-Biguet
- 1885 : colonel Léopold Besson
- 1890 : colonel Emile Henriot
- 1896 : colonel de Ramel
- 1902 : colonel Auguste Clerc
- 1907 : colonel Bruzon
- 1910 : colonel Alfred Hollender
- 23 décembre 1911 : colonel Marius Hériot
- 3 octobre 1915 : colonel Pierre Eugène Alphonse Pineau
- 1er mai 1916 : lieutenant-colonel Ange Giansilj
- 3 juin 1916 : lieutenant-colonel Jean Henry
- 22 mars 1920 : colonel Henri Henry
- 1925 : colonel Roger de Barbeyrac de Saint-Maurice
- 1927 : colonel Pierre Germain Baranger
- 1929-1930 : colonel Victor Bourret
- 1930  : colonel Paulin Le Bleu
- 1932 : colonel Schmidlin
- 1934 : colonel Auguste Eugène Lucien
- 10 août 1936 : colonel Georges Adolphe Hémelot
- 12 octobre 1938-1940 (mai-juin 1940) : colonel Gabriel Sausse
- 1944-1945 : lieutenant-colonel Gabriel BablonColonel Gabriel Bablon 1944

24e bataillon d'infanterie

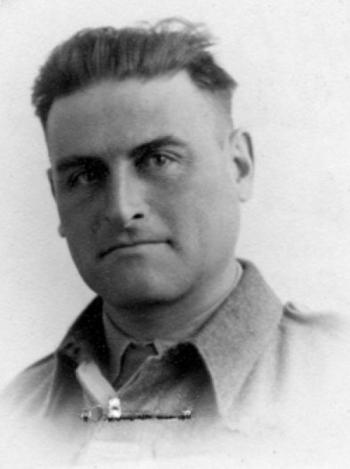
Colonel Gabriel Bablon 1944

- 1946 : chef de bataillon Roger Pechaudra
- 1947-1949 : chef de bataillon des Robert

24e régiment d'infanterie divisionnaire
- 1970-1972 : lieutenant-colonel Retout
- 1972-1973 : colonel Quinquenel
- 1973-1978 : colonel Georges Brutelle
- 1978-1981 : colonel Georges Aymonin
- 1981-1984 : colonel Christian Morachini
- 1984-1985 : colonel Christian Hervé

24e régiment de commandement divisionnaire
- 1986-1988 : colonel Etienne Nicholas

24e régiment d'infanterie
- 1988 : colonel Bernard Payer
- 1988 : colonel Claude Carré
- 1990 : colonel Hervé Benard
- 1992 : colonel Jean-Paul Tricoire[5]
- 1994 : colonel Patrick Mougenot
- 1996-1997 : lieutenant-colonel Patrice Belbezier

Bataillon de réserve Île-de-France - 24e régiment d'infanterie 
- 27 juin 2013 : lieutenant-colonel Gérald Orlik[6],[7],[8]
- 10 juillet 2015 : colonel Philippe Daudré
- 26 juin 2017 : lieutenant-colonel Claude Nicpon[9]
- 23 juin 2019 : colonel Goulven Lainé[9]
- 03 juillet 2021 : colonel Emmanuel Lacour
- 17 juin 2023 : lieutenant-colonel Laurent Chrismann

24e régiment d'infanterie 
- 01 janvier 2025 : colonel Laurent Chrismann
- 14 juin 2025 : colonel Charles-Henri de Gouvion Saint Cyr

## Historique des garnisons, combats et batailles du24eRI

### Royaume de France
Brie est créé le 26 avril 1775 à Strasbourg, avec les 2e et 4e bataillons de Royal.

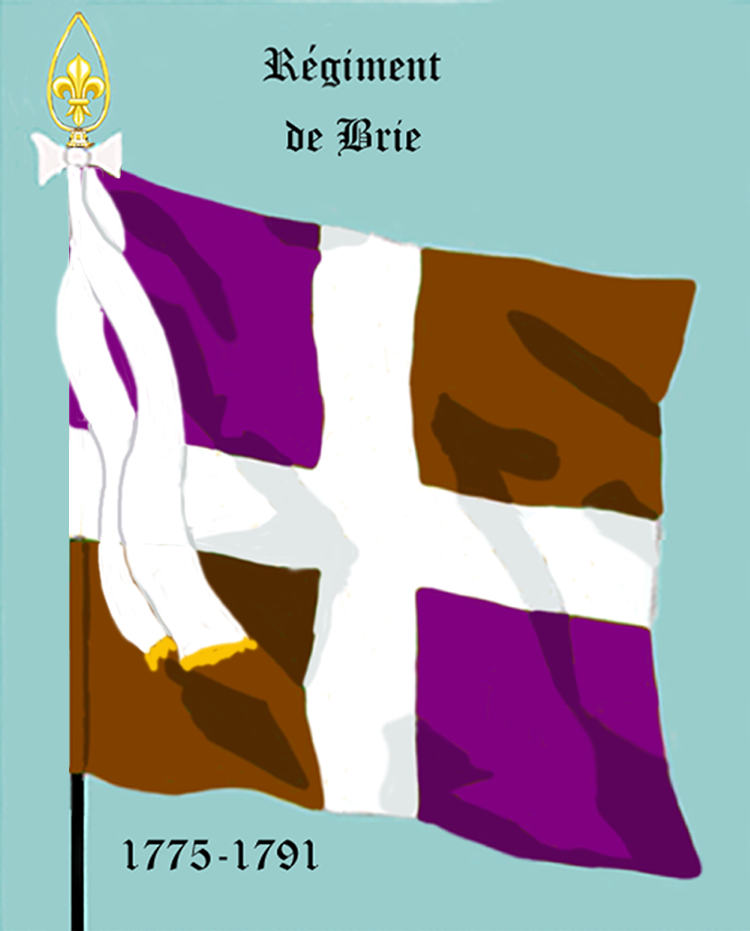

#### Guerre d'indépendance des États-Unis - Guerre franco-anglaise

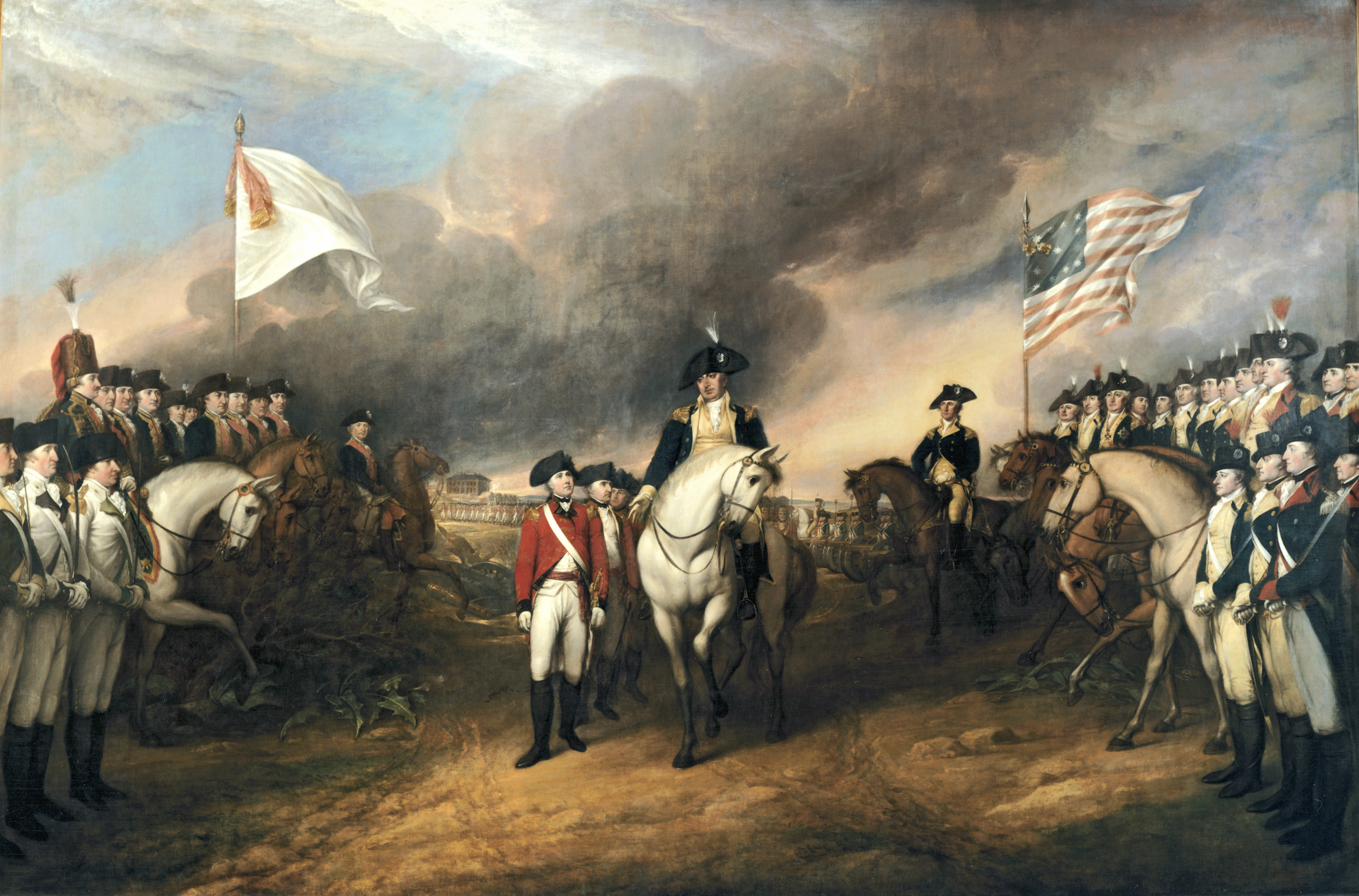

Il fournit un détachement d'environ 400 hommes pour la garnison des vaisseaux pendant la guerre d'Amérique, au sein des escadres des amiraux d'Estaing et de Grasse, et ces détachements prirent part au combat du 29 avril 1781, devant la Martinique, assistèrent à la bataille de Yorktown et participèrent à la conquête de Tobago puis de Saint-Christophe en 1782.
Pendant ce temps, Le gros du régiment s'était rendu, en décembre 1778, à Neuf-Brisach, puis en décembre 1779 à Phalsbourg, et à Saint-Pol-de-Léon en novembre 1781.
En juin 1783, il est à Lille, puis à Berghes et Gravelines en avril 1786, à Thionville en mai 1788, au camp de Metz au mois de septembre de la même année, et à Condé en septembre 1789.

### 24erégimentd'infanterie de ligne ci-devant Brie (1791-1793)
L'ordonnance du 1er janvier 1791 fait disparaître les diverses dénominations, et les corps d'infanterie ne sont désormais plus désignés que par le numéro du rang qu'ils occupaient entre eux. Ainsi, 101 régiments sont renommés. Les régiments sont toutefois largement désignés avec le terme ci-devant, comme 24e régiment d'infanterie ci-devant Brie.

#### Guerres de la Révolution - Guerre de la première coalition

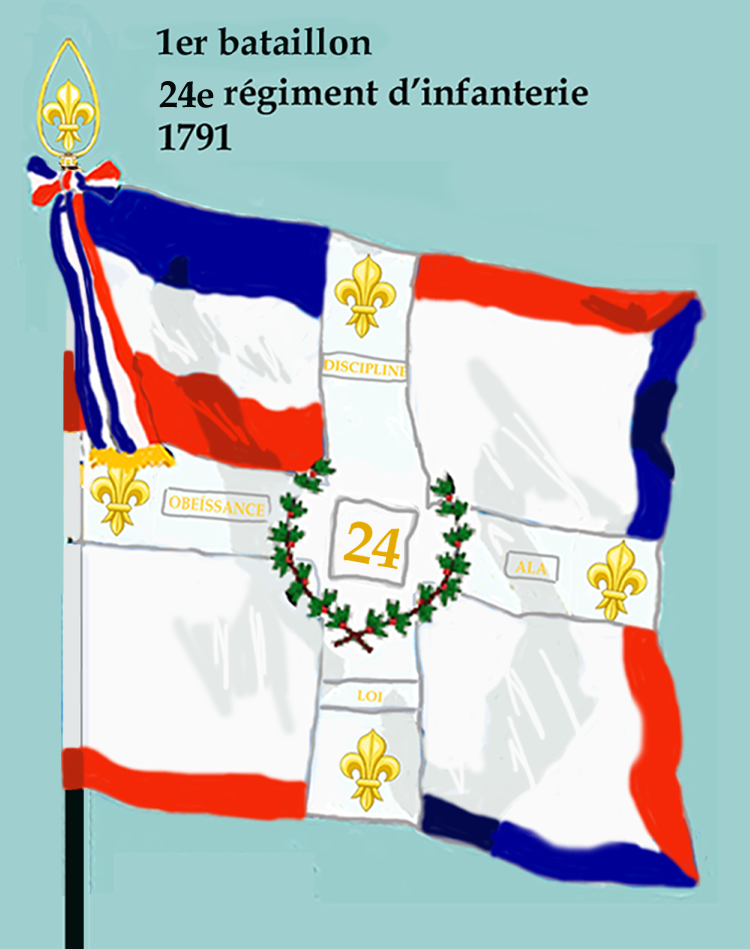
Drapeau du 1er bataillon du 24e régiment d'infanterie de ligne de 1791 à 1793
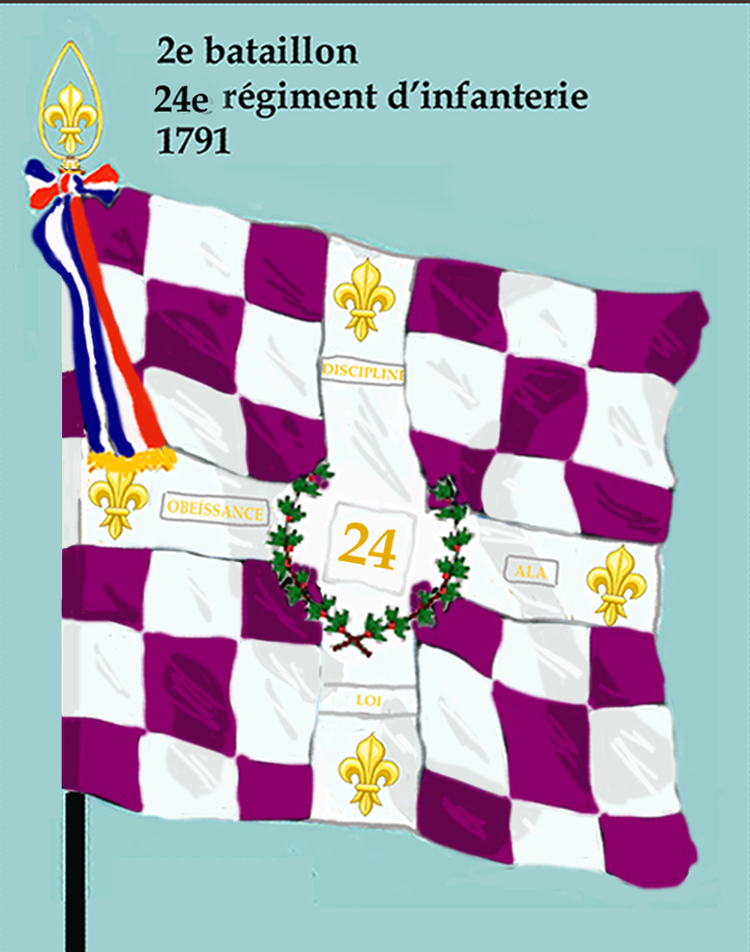
Drapeau du 2e bataillon du 24e régiment d'infanterie de ligne de 1791 à 1793

Au début de la guerre, en 1792, le 2e bataillon demeura seul à Lille. Le 1er bataillon partit pour l'armée du Centre.
1er bataillon
Le 1er bataillon se fait remarquer le 17 mai au combat de Jalin, et plus tard à la défense des défilés de l'Argonne. Après la bataille de Valmy, il poursuit les Prussiens jusqu'à la frontière et prend ses quartiers à Metz.
Le 1er décembre 1792 affecté dans l'Armée de la Moselle, il participe à l'expédition de Trèves
En 1793, il sert à l'armée de Custine sur le Rhin, et reste toujours ensuite sur cette frontière.
Le 3 prairial an II (22 mai 1794) fut pour lui un jour de gloire. Les Prussiens avaient attaqué les postes de Hochspire, de Pirmasens et de Fischbach et avaient mis en déroute les bataillons républicains. Le 1er bataillon du 24e régiment dit le bulletin de l'armée qui occupait la ferme sur la route de Landstuhl et de Rambstein, a fait la plus belle résistance, il s'est retiré sur la route de Schopp, a arraché des mains de l'ennemi beaucoup de volontaires et plusieurs caissons ; mais, abandonné à lui-même et ayant affaire à des forces trop supérieures, il s'est retiré sur Ratelbein.
2e bataillon
Le 2e bataillon bataillon de Brie, resté à Lille, assista aux premières et malheureuses affaires d'avril 1792 qui se terminèrent par le massacre du général Théobald Dillon. Le 22 juin, il attaque un château appartenant à l'évêque de Tournai, situé près d'Ennechin entre Tournai et Courtrai, et s'y empare de 10 canons et de munitions. Il se fait remarquer pendant toute cette campagne par ses continuelles et toujours heureuses expéditions autour de Lille. Le 16 octobre, après la levée du siège de cette place, il se rendit maître du poste de Mouvaux, mais il y fut aussitôt attaqué par 3 000 Autrichiens. Il exécuta alors une belle retraite sur Pont-à-Marcq, en ne perdant que deux hommes, et fit mordre la poussière à grand nombre d'Autrichiens.
Le 27 octobre 1792, lorsque Dumouriez pénètre en Belgique, le bataillon l'accompagne, se trouve à la bataille de Jemmapes le 6 novembre puis contribue à la prise de la citadelle d'Anvers et y reste en garnison.

### 24edemi-brigadede première formation (1793-1796)

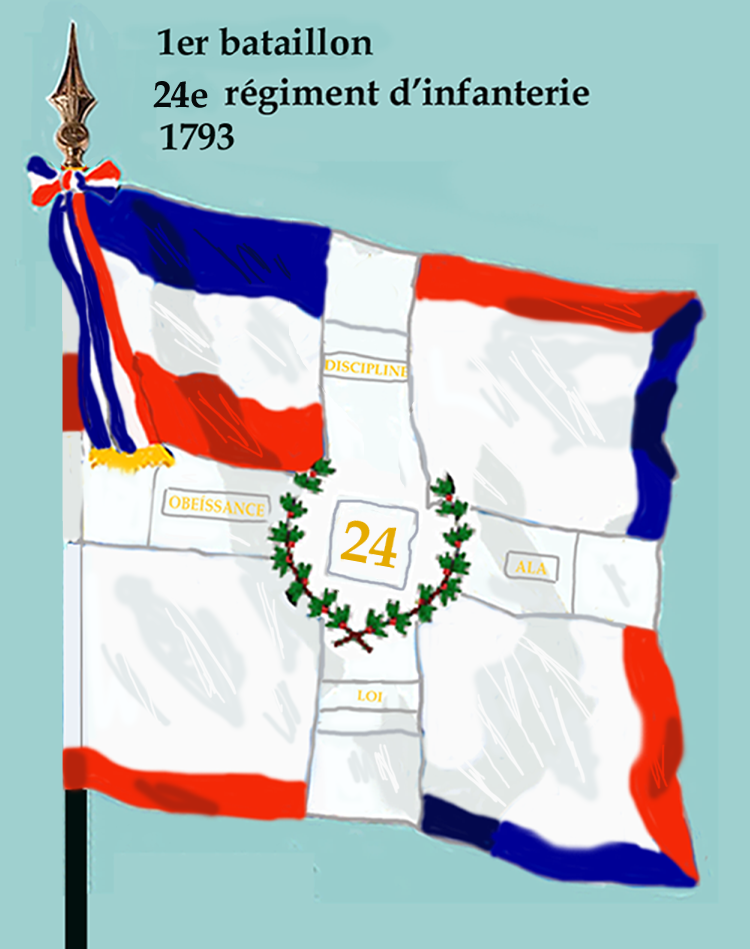
Drapeau du 1er bataillon du 24e régiment d'infanterie de ligne de 1793 à 1804
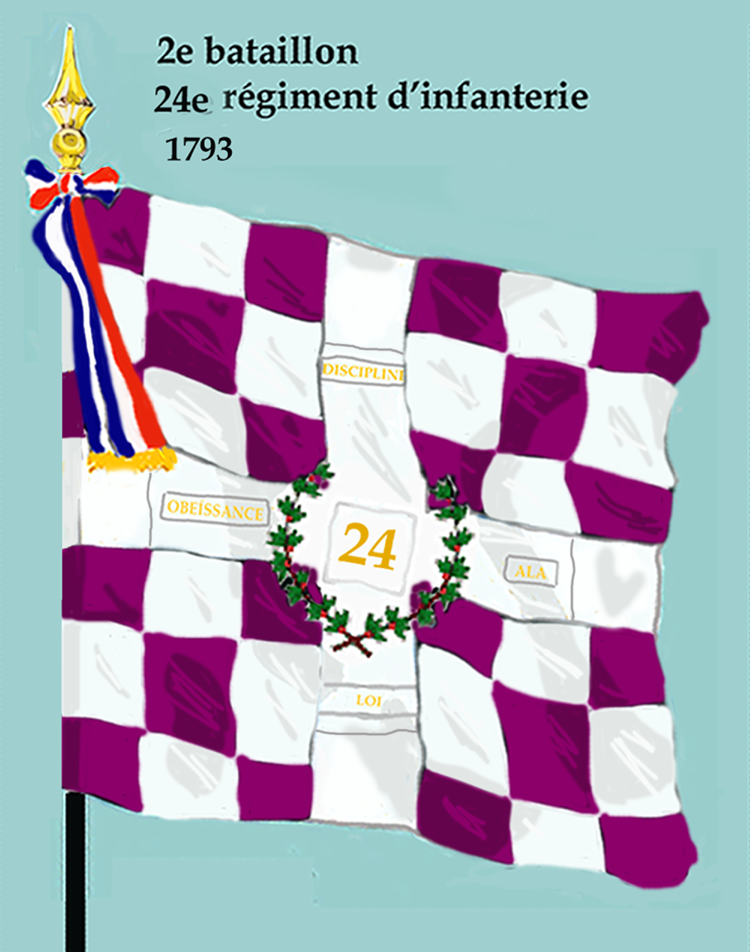
Drapeau du 2e bataillon du 24e régiment d'infanterie de ligne de 1793 à 1804

#### Guerres de la Révolution - Guerre de la première coalition
En 1793, lors du premier amalgame la 24e demi-brigade de première formation est formée  avec les :
- 2e bataillon du 12e régiment d'infanterie (ci-devant Auxerrois)
- 3e bataillon de volontaires de la Somme
- 10e bataillon de volontaires des réserves

La 24e demi-brigade fait les campagnes de l'an II et de l'an III à l'armée du Nord et celle de l'an IV à l'armée de Sambre-et-Meuse.

En 1793, après la bataille de Neerwinden, il revint sur la frontière et se trouve à la bataille de Hondschoote et en 1794 à celle de Fleurus.

C'est par sa conduite remarquable lors de la bataille de Hondschoote que le nom de cette victoire est inscrite sur son drapeau.

### 24edemi-brigadede deuxième formation (1796-1803)

#### Guerres de la Révolution et de l'Empire
La 24e demi-brigade de deuxième formation est formée le 28 pluviôse an IV (17 février 1796) par l'amalgame des :
- 5e demi-brigade de première formation (1er bataillon du 3e régiment d'infanterie (ci-devant Piémont), 1er bataillon de volontaires du Doubs et 4e bataillon de volontaires de la Seine-Inférieure)
- 206e demi-brigade de première formation (2e bataillon de volontaires de la Meuse, 9e bataillon de volontaires des Vosges et 3e bataillon de volontaires de la Vienne)

Après avoir combattu vaillamment sous les ordres de Moreau, elle est envoyée en Italie, où elle se fait remarquer par sa belle conduite dans tous les combats, et en particulier à Novi et au siège de Gênes.

### 24ed'infanterie de ligne (1803-1815)

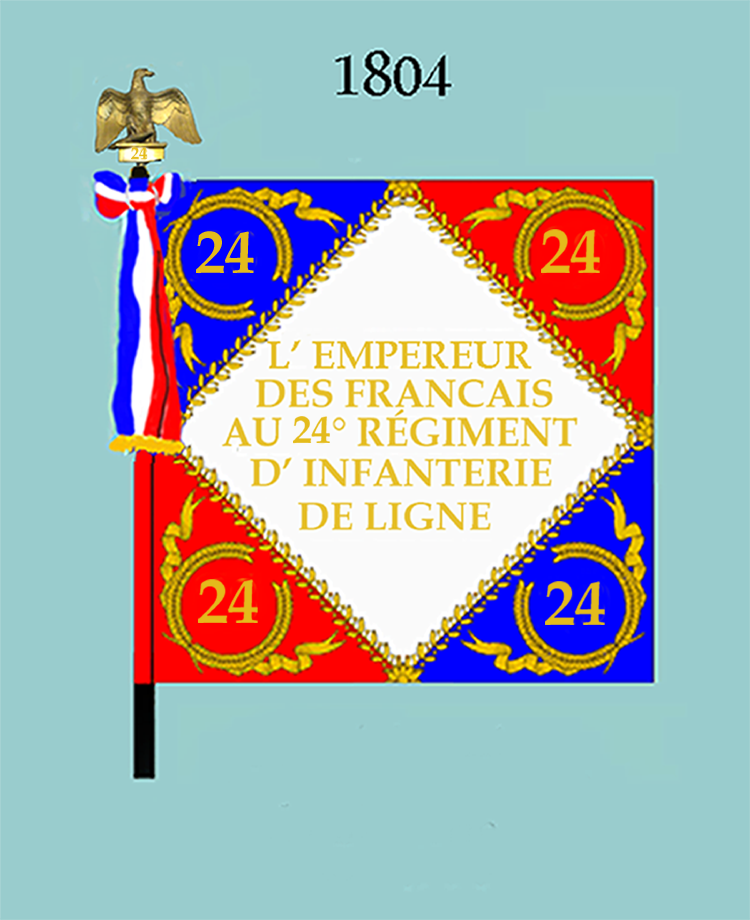
Drapeau modèle de 1804 (avers)
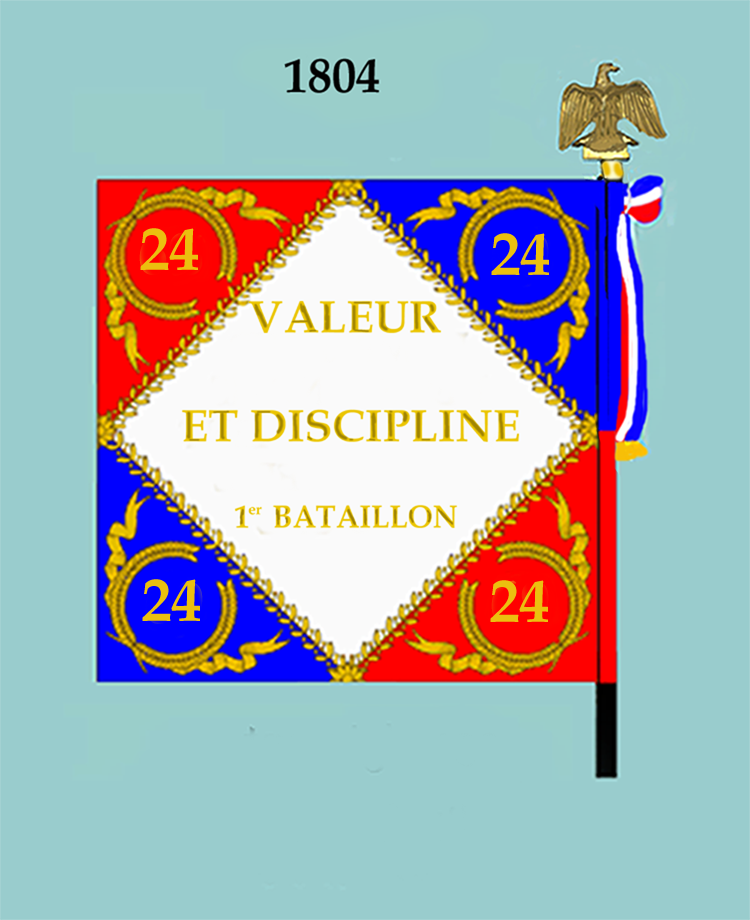
Drapeau modèle de 1804 (revers)

#### Guerres de la Révolution et de l'Empire
Par décret du 1er vendémiaire an XII (24 septembre 1803), le Premier Consul prescrit une nouvelle réorganisation de l'armée française. Il est essentiel de faire remarquer, pour faire comprendre comment, souvent le même régiment avait en même temps des bataillons en Allemagne, en Espagne et en Portugal, ou dans d'autres pays de l'Europe, que, depuis 1808, quelques régiments comptaient jusqu'à 6 bataillons disséminés, par un ou par deux, dans des garnisons lointaines et dans les diverses armées mises sur pied depuis cette date jusqu'en 1815.

Ainsi, le 24e régiment d'infanterie de ligne est formé à 4 bataillons avec
- les 2 bataillons de la 24e demi-brigade de deuxième formation.
- les 2 bataillons de la 49e demi-brigade de deuxième formation.

Ce régiment se couvrit de gloire à Iéna, où fut détruite l'armée prussienne, et à Friedland, où il anéantit à la baïonnette une partie de la garde russe. De son comportement exemplaire au combat, il mérita de Napoléon le qualificatif de « Brave 24e». Gênes, Iéna et Friedland brillent en lettres d'or sur son drapeau.

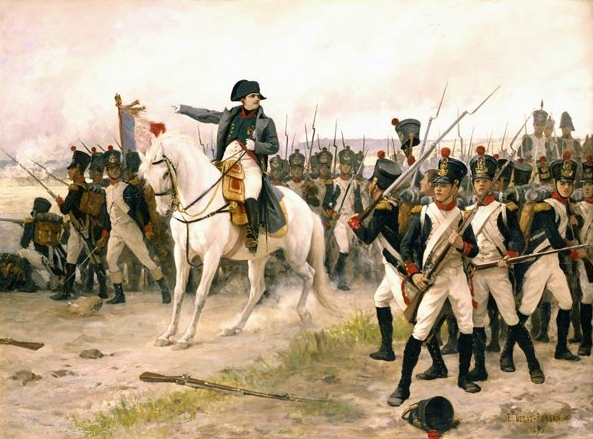
Bataille de Friedland, le 14 juin 1807, par Edouard Bernard Debat-Ponsan

En 1806, il participe à la Campagne de Prusse et de Pologne, notamment aux batailles d'Iéna le 14 octobre et celle de Golymin le 26 décembre.
En 1807, il participe aux batailles d'Eylau et de Friedland .

En 1809, il s'illustre lors de la Campagne d'Allemagne et d'Autriche, et apparaît lors des batailles  d'Essling et de Wagram. Il participe également à la Campagne de Castille et d'Andalousie, notamment aux batailles d'Uclès, à laquelle il prend 22 drapeaux à l'ennemi, de Medellín, de Talavera et d'Ocaña. Il est également présent lors du blocus de Cadix en 1810 et de la bataille de Chiclana en 1811.

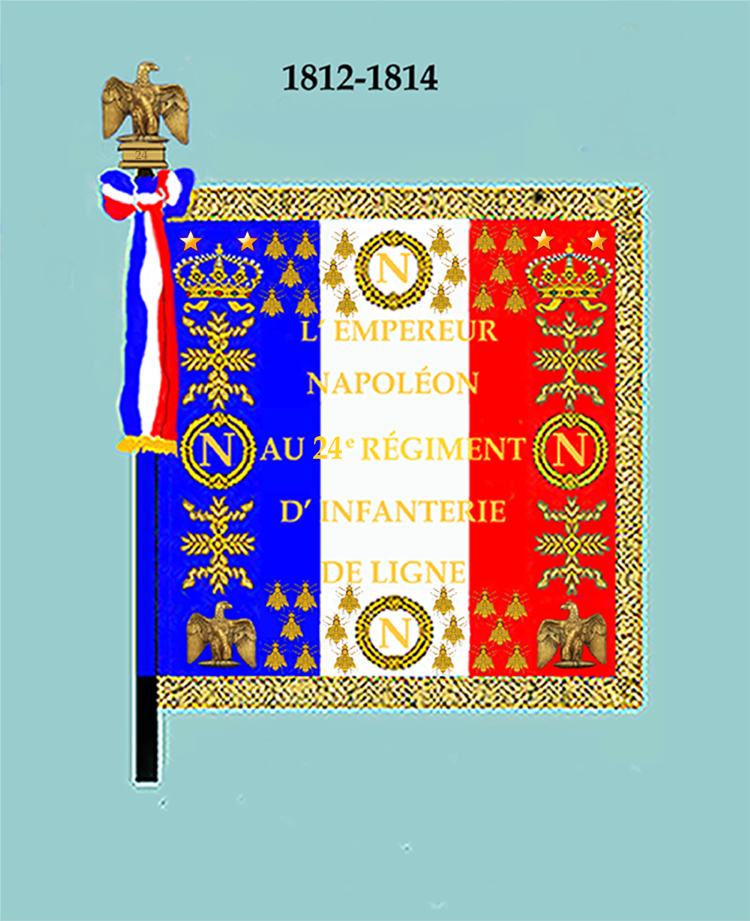
Drapeau modèle de 1812 (avers)
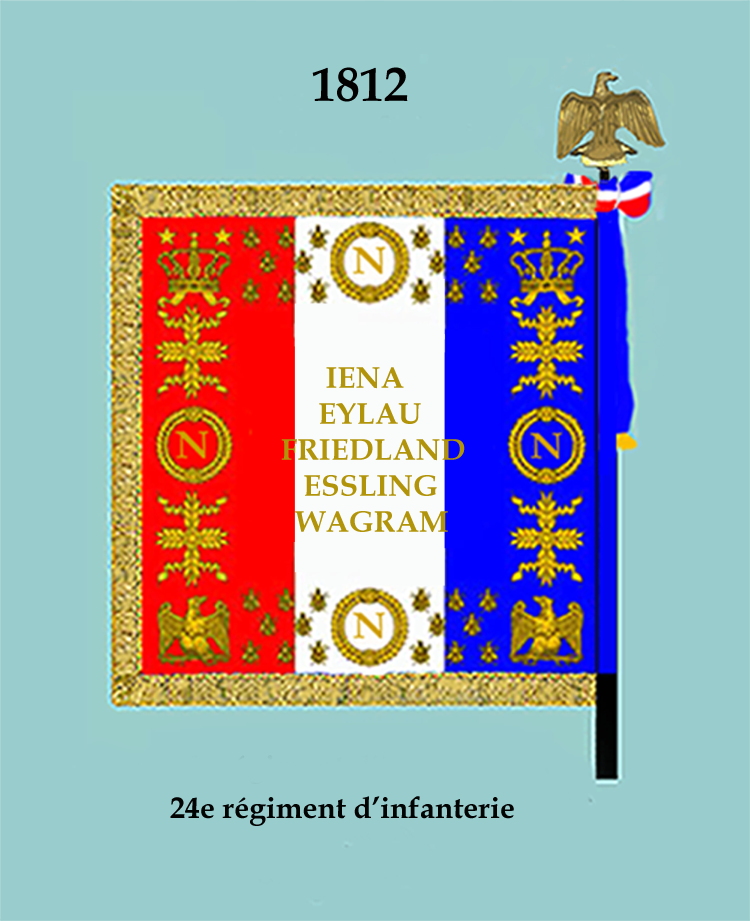
Drapeau modèle de 1812 (revers)

Il participera enfin à la Campagne de Vitoria et des Pyrénées en 1813-1814, notamment à la bataille de Vitoria.Après l'exil de Napoléon Ier à l'île d'Elbe une ordonnance de Louis XVIII en date du 12 mai 1814 réorganise les corps de l'armée française, et supprime un certain nombre de régiments qui furent versés dans ceux qui étaient maintenus. Ainsi le 24e régiment d'infanterie incorpora, à cette époque, les 1er, 3e et 4e bataillons du 137e régiment d'infanterie de ligne et des cadres du 2e bataillon du 5e régiment de voltigeurs de la jeune garde.
Le 15 juin 1815, le régiment et son colonel en second, Antoine-François Genevay, reçoivent une citation pour avoir fait prisonnier le régiment de Savoie.
Après la seconde abdication de l'Empereur, Louis XVIII réorganise de l'armée de manière à rompre avec l'héritage politico-militaire du Premier Empire.
A cet effet une ordonnance du 16 juillet 1815 licencie l'ensemble des unités militaires françaises.

### Légion de Maine-et-Loire (1815-1820)
11 août 1815 : à la Restauration, Louis XVIII organise l'armée en légions départementales afin de casser l'esprit des anciens régiments impériaux. La légion de Maine-et-Loire, qui deviendra le 24e régiment d'infanterie de ligne en 1820, est créée à Angers le 16 janvier 1816.

### 24e régiment d'infanterie de ligne (1820-1882)
En 1820 une ordonnance royale de Louis XVIII réorganise les corps de l'armée française en transformant les légions départementales régiments d'infanterie de ligne. Ainsi, le 24e régiment d'infanterie de ligne est formé, le 20 décembre 1820 avec les bataillons de la légion de Maine-et-Loire.

Au moment de sa transformation, elle était en garnison à Lorient et comprenait 2 bataillons à 8 compagnies dont une de grenadiers et une de voltigeurs, plus un bataillon de chasseurs et 3 compagnies de dépôt.

#### 1820 à 1852
En 1823, le régiment prend part à l'expédition d'Espagne au sein du corps d'armée commandé par le général Molitor. Il est engagé le 28 juillet lors des combats de Campillo de Arena.
En 1830, une ordonnance du 18 septembre créé le 4e bataillon et porte le régiment, complet, à 3 000 hommes.

##### Algérie 1836-1842
En 1836, le 24e de ligne fut envoyé en Algérie ; il s'y distingua par sa bravoure, en participant au combat de « La Chiffa », et par son ardeur au travail qui lui valut le nom de « Régiment de la Pioche ».
1836
Le 24e régiment de ligne embarque, le 25 mai, à Port-Vendres et débarque à l'embouchure de la Tafna le 5 juin suivant.
Dès son arrivée, il prend part à l'expédition sous les ordres du général Bugeaud, dans la province d'Oran et se trouve au combat de la Sickack, le 6 juillet 1836.
Du 23 novembre au 4 décembre, il fait partie d'une expédition pour ravitailler Tlemcen.
1837
Affecté à la division d'Oran, il reste en poste.
1838
Affecté à la division d'Oran, il reste en poste.
1839
En 1839, le 24 est affecté à la division d'Oran, il reste en poste jusqu'en fin d'année ou il rejoint Blida.
Dans la matinée du 21 novembre, 1 500 cavaliers arabes ayant passé la Chiffa, sont arrêtés dans leur marche par 200 hommes du 24e de ligne, sous les ordres du commandant du camp d'Oued Lalleg, qui engagent le combat en nette infériorité numérique. Malgré une énergique résistance, la garnison est décimée par les Arabes.
À l'occasion du combat du 31 décembre, entre le camp supérieur de Blida et la Chiffa, le maréchal gouverneur-général de l'Algérie cite le 24e de ligne qui, sous les ordres du général Duvivier, formait la garnison de Blida, comme s'étant distingué par la vigueur avec laquelle il a repoussé les attaques dirigées, pendant plusieurs jours, par l'ennemi contre cette place.
1840
Dans la matinée du 29 janvier, à Blida, les kalifats d'Abd-el-Kader essaient de surprendre les soldats qui se rendent aux travaux. Le 24e de ligne les met en fuite, après leur avoir fait perdre beaucoup de monde. Du 12 au 21 mars deux bataillons du régiment, qui font partie de la colonne gauche du général Duvivier participent à l'expédition de Cherchell.
Un bataillon du 24e rattaché à la première division sous le ordres du duc d'Orléans participe à l'expédition de Médéa du 26 avril au 22 mai, et se trouve à l'attaque et à la prise du col de Mouzaïa, le 12 mai.
Du 4 juin au 4 juillet, alors rattaché à la 1re division du général d'Houdetot, le régiment fait partie de l'expédition de Miliana. Le 12 juin , le corps expéditionnaire livre un combat à l'ennemi et le 23 juin, le 24e de ligne, chargé de fermer la vallée qui conduit de Médéa à Miliana, est attaqué par toute la cavalerie d'Abd-el-Kader. Les soldats du 24e, renforcés par le général Changarnier, prennent l'offensive et repoussent vigoureusement l'ennemi qui se disperse et s'éloigne rapidement.
Du 26 au 30 août, le régiment fait partie d'une expédition qui va à Médéa, sous les ordres du général Changarnier. Le régiment prend part aux combats des 27, 28 et à celui du 29, près des mines de cuivre, au col de Mouzaïa.
Revenu dans la province d'Alger, le 24e de ligne concourt, du 1er au 7 octobre, sous les ordres du général Changarnier à l'expédition dans la vallée du Chélif, jusqu'à Miliana. Il prend part au combat du 4, près de Miliana, à celui du 6, où l'arrière-garde dont faisait partie un bataillon du 34e de ligne, eut les honneurs de la journée. Le régiment rejoint ensuite la province de Tittery puis il fait la campagne d'automne, en octobre et en novembre.
1841
Affecté à la 1re division sous le commandement du duc de Nemours, le 24e de ligne fait la campagne du printemps et prend part aux ravitaillements de Médéa, du 1er au 8 avril, et à celui de Miliana, du 27 avril au 9 mai. Il se trouve aux combats du 3 avril, et des 3, 4 et 5 mai.
Le régiment fait également partie de l'expédition de Koghar et de Thaza, du 18 mai au 2 juin puis il opère ensuite dans la province d'Alger, du 6 juin au 3 juillet. Dans la province de Tittery, le 24e de ligne fait la campagne d'automne du 27 septembre au 7 octobre. Le 2 de ce dernier mois, les Rabanes, réunis en grand nombre à Chab el Gotta, s'étant précipités sur la colonne de gauche de la division, le 24e les maintient et parvient à les éloigner après une charge vigoureuse.
Le régiment fait partie de la colonne qui opère le ravitaillement de Médéa, en octobre, et prend part au combat du bois des Oliviers le 29 de ce mois.
1842
Le 24e de ligne concourt aux diverses opérations dirigées par le général Changarnier, en février, mars et avril, dans la province d'Alger. Durant ces expéditions, il prend une part active à tous les petits coups de main d'arrière-garde qui ont lieu, notamment à celui du 5 avril.
Il rentre en France au mois de juillet 1842.
Le 24e participe aux journées de Juin 1848 et se trouve le 25 juin à la barrière d'Italie.

#### Second Empire
- Par décret du 2 mai 1859, le 3e régiment d'infanterie fournit 1 compagnie pour former le 101e régiment d'infanterie de ligne.

De 1859 à 1863, il est de nouveau en Algérie
Octobre 1870, le 24e faisant partie de l’armée du Rhin, sa conduite fut au-dessus de tout éloge au combat de Spicheren et se distingue dans la défense du Rother Berg, mais il fut compris dans la capitulation de la ville de Metz et le drapeau fut déchiré. Chaque officier en garda un morceau et en brûlant la hampe.
- Guerre franco-prussienne de 1870

Au 1er août 1870, le 24e régiment d'infanterie fait partie de l'Armée du Rhin.
Avec le 40e régiment d'infanterie du colonel Jean-Baptiste Vittot, le 24e forme la 2e Brigade aux ordres du général Charles Micheler. Cette 2e Brigade avec la 1re brigade du général Doens, deux batteries de 4 et une de mitrailleuses, une compagnie du génie constituent la 3e Division d'Infanterie commandée par le général de division Merle de La Brugière de Laveaucoupet. Cette division d'infanterie évolue au sein du 2e Corps d'Armée ayant pour commandant en chef le général de division Frossard.
- 3 août 1870 - En place sur les hauteurs de Saint-Arnual.
- 5 août 1870 - En place sur les hauteurs de Sarrebruck.
- 6 août 1870 - En place sur les hauteurs de Spicheren. La brigade Micheler forme la première ligne, devant le village.
- Bataille de Forbach-Spicheren

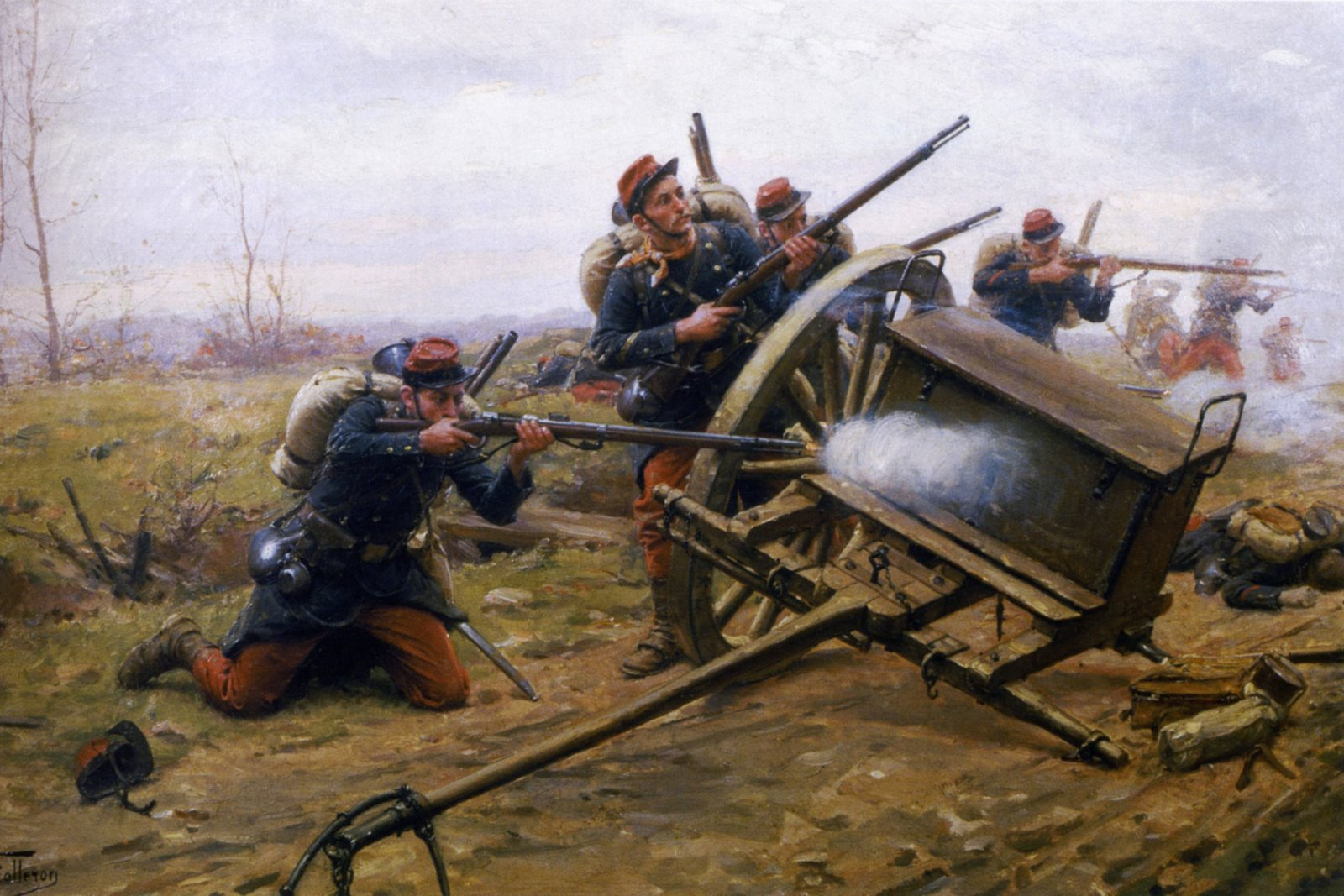
Soldats du 24e d'infanterie de la brigade Micheler, au combat sur une route, durant la guerre de 1870

#### 1871 à 1914
En mars 1871, le 124e régiment d'infanterie de ligne, ex-24e régiment de marche, fusionne avec le 24e de ligne.
Lors de la réorganisation des corps d'infanterie de 1887, le régiment fourni un bataillon pour former le 147e régiment d'infanterie

#### Première Guerre mondiale

##### 1914

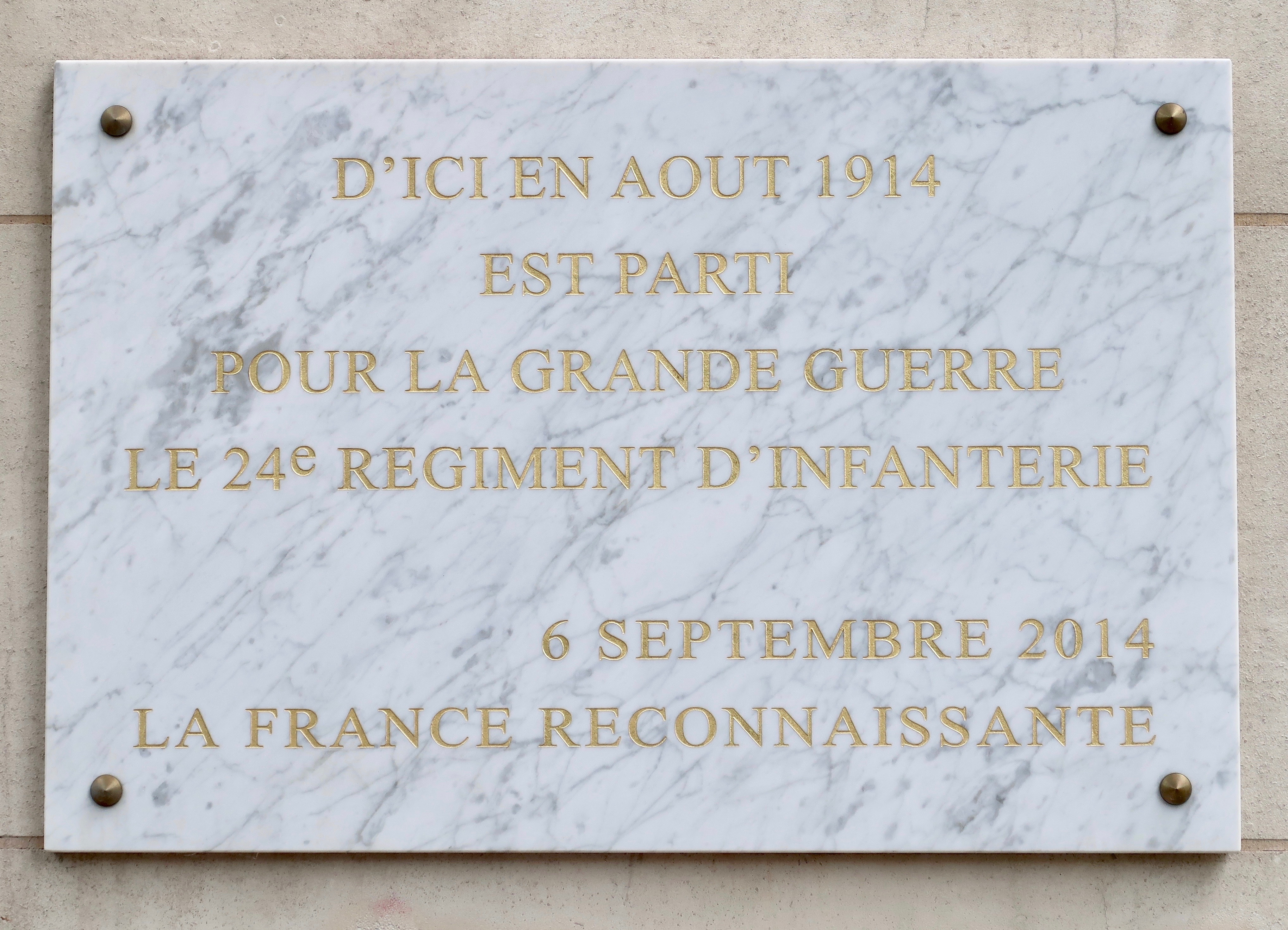
Plaque devant le Cercle national des armées (Paris)

Le 2 août 1914, le 24e régiment d'infanterie de ligne fait partie de la 11e brigade, 6e division d'infanterie du 3e corps d'armée. Il est commandé par le colonel Hériot. 
Les 1er et 3e bataillons sont casernés à Paris et à Aubervilliers, le 2e à Bernay (Eure).
 Le 6 août, l'état-major du régiment, les 1er et 3e bataillons embarquent à la gare des Batignolles, le 2e à Bernay.
 Le 7 août, l'état-major, le 1er et le 3e bataillon débarquaient à Rethel; le 2e bataillon, arrivé un peu plus tard, rejoignait le régiment sur la Sambre. Par étapes successives, le régiment se rapproche de Mézières, puis, changeant brusquement de direction, se porte sur la frontière belge, qu'il traverse. on l'ovationne chaleureusement. 
Le 21 août, il franchit la Sambre et s'installe à Anderlues.
 Le 22 au matin, la première bataille s'engage. Les bataillons Denvignes et Nicolas, qui se sont déployés en première ligne à 2 kilomètres d'Anderlues. Pendant toute la journée les bataillons, de plus en plus amoindris, contiennent l'ennemi. Certains éléments chargent à la baïonnette. Vers le soir le lieutenant-colonel Fesch, sentant le danger que courent les bataillons engagés, se met à la tête d'une contre-attaque. À la tombée de la nuit, mettant à profit l'arrêt des attaques ennemies, imposé par les pertes terribles qu'il lui a infligées, le 24e RI rompt le contact. Les pertes pour la journée du 22 sont lourdes. En plus du lieutenant-colonel Fesch, blessé mortellement, il y a lieu de citer : le capitaine Gévin, le sous-lieutenant Germain, le lieutenant de La Loyère, le lieutenant de Salle, le sous-lieutenant Bargeot, tués. Capitaine Potet, lieutenant Hurt, sous-lieutenant Huidet, lieutenant Bassot, capitaine Maestracci, sous-lieutenant Truttmann, lieutenant Perrin, lieutenant Gamarse Maire, sous-lieutenant Schatz, blessés, et 939 sous-officiers, caporaux et soldats tués ou blessés.
- Voir également Leernes (Belgique)
- le 23 août : Bataille de Charleroi
- le 29 août : Bataille de Guise
- bataille de la Marne

##### 1915
- Le 24e RI fait partie avec le 28e RI de la 11e brigade mise à disposition par le 3e corps d'armée. 
Celle-ci sera mise à la disposition de la 43e division (21e corps d'armée) qui participera à l'offensive de mai 1915.

Le 15 mai 1915, il relève le 158e RI dans le secteur d'Aix-Noulette. Secteur terrible où la lutte constante à la grenade, le contact avec un ennemi acharné causent des pertes exceptionnellement lourdes. 
Le 25 mai, après une faible préparation, les vagues d'assaut débouchent sur un terrain battu par les feux des mitrailleuses et de mousqueterie. Le plus grand nombre des assaillants est fauché. Une faible partie des effectifs engagés gagne la tranchée adverse, où un combat corps à corps s'engage. Les survivants de la vague d'assaut organisent le terrain tant bien que mal. Mais l'ennemi contre-attaque avec fureur et quelques isolés seulement peuvent regagner la base de départ. 
Du 15 au 25, le 24e RI a subi des pertes excessivement lourdes : 30 officiers hors de combat, dont 10 tués ; 1 055 hommes hors de combat, dont 160 tués (sous-lieutenant Battiny, lieutenant Kempf, lieutenant Besse, capitaine Salles, capitaine Valence, sous-lieutenants Hennequin, Pèlerin, Appert, etc., tués). 
Relevé dès le 26 au matin, le régiment est transporté en automobiles aux environs de Fosseux et reconstitué par des éléments de la classe 1915, qui, pour la première fois, fait son apparition au front. 
Avec les missions diverses, le régiment effectue des mouvements dans la région d'Arras.
 Il attend la percée à Montenescourt, puis reste en réserve à Grand-Servin, du 21 juin au 7 juillet 1915.
- Cote 108
- Notre-Dame-de-Lorette
- Vimy

##### 1916
Le 24e RI participe à la Bataille de Verdun et combat notamment dans les secteurs du fort de Vaux, du bois de la Caillette et du Tunnel de Tavannes, du nom d’un fort situé à 4 km au nord-est de Verdun.
Le 24e RI arrive sur le champ de bataille dans la nuit du 7 au 8 avril pour relever le 10e Bataillon de Chasseur ainsi que des éléments du 158e RI. Il combat pour défendre le fort de Vaux jusqu'au 27 avril 1916, date de sa relève, sans avoir perdu un pouce de terrain mais au prix d'un cinquième de ses effectifs (169 tués, 529 blessés).
À compter du 25 mai, à l'issue d'une période de repos et de réformation, le régiment retrouve le secteur de Vaux, plus précisément, entre les forts de Vaux et de Douaumont, le Bois de la Caillette qu'il est chargé de défendre. Alors que les attaques se succèdent à un rythme effréné, l’assaut mené par l’ennemi, dans la nuit du 31 mai au 1er juin 1916, arrive après 5 jours d’un bombardement intensif et se solde par un bilan effarant : 1 200 combattants sont morts ou disparus, certaines compagnies ne sont plus composées que de quelques soldats se terrant dans des trous d’obus. Seule une mitrailleuse est encore en état de tirer au petit matin.

##### 1917
Le 24e RI tiendra jusqu'en janvier 1917 le sous-secteur au nord de l'étang de Vaux, sur le plateau d'Hardaumont (commune de Bezonvaux).
- Chemin des Dames . Le régiment va prendre contact avec le Chemin-des-Dames, où il perd près des deux tiers de son effectif durant des combats quotidiens pour le contrôle de son secteur[16].

##### 1918
- Bataille de Picardie
- Embarqué le 18 juin 1918 , le régiment est avec le 19e RI , sur les bords du Rhin, prêt à reprendre l'offensive. Le 1er juillet, à Rhein-Durkheim, au cours d'une prise d'armes, le lieutenant-colonel Henry trempe le drapeau dans le fleuve, pendant que la musique joue la Marseillaise et que le régiment présente les armes. Une seconde citation obtenue à la suite de ces durs combats lui donnera droit à la fourragère aux couleurs de la croix de guerre 1914-1918 :

#### Entre-deux-guerres

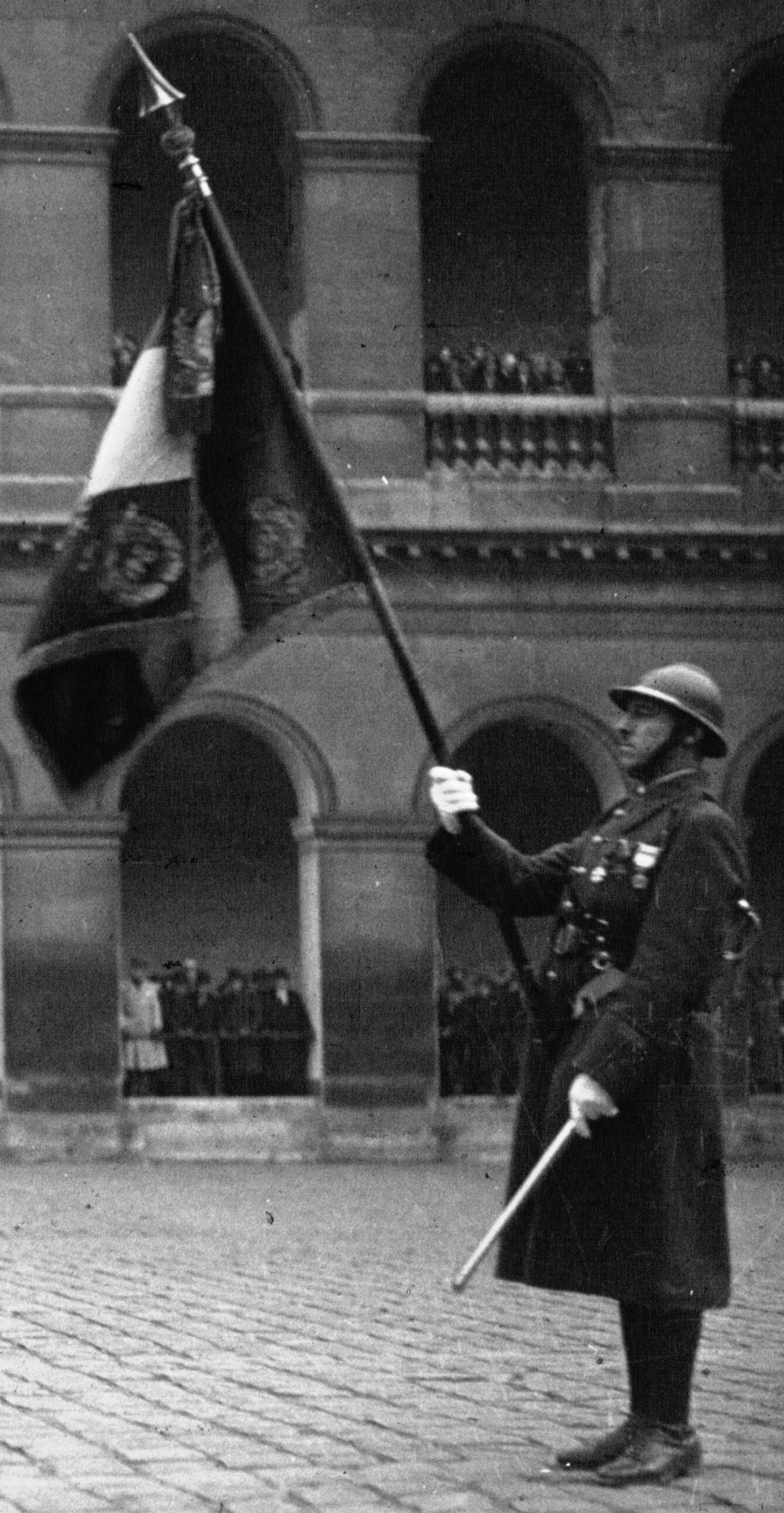
Porte-drapeau du pendant une cérémonie en 1933 dans la cour d'honneur des Invalides.

Le régiment est en garnison à Paris.

#### Seconde Guerre mondiale

##### Campagne de France

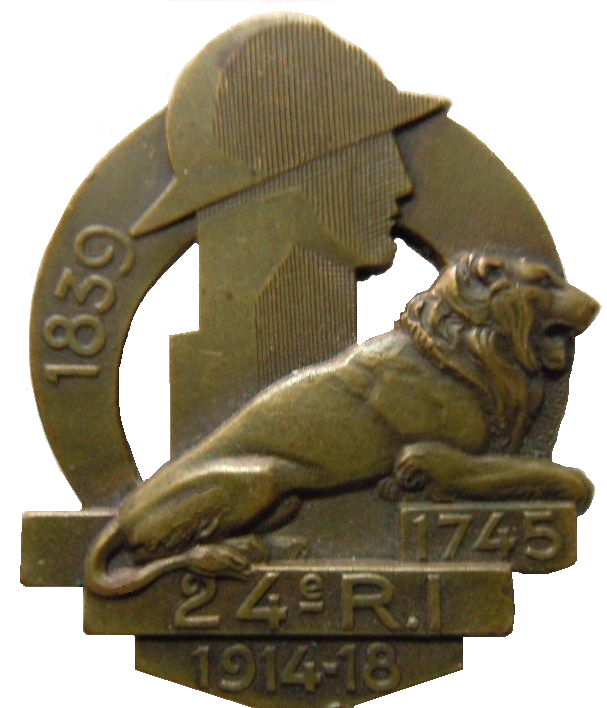
Insigne régimentaire du (1939).

D'août 1939 à septembre 1940, le 24e RI, le 46e RI et le 5e RI formaient la 10e division d'infanterie, dite division de Paris car tous ces régiments sont en garnison dans la capitale avant-guerre.
Le 15 mai, le 24e régiment d'infanterie est dirigé sur l’Aisne en camion. Installé les 16 et 17 mai, le front a une étendue de 20 km de Château-Porcien à Vieux-lès-Asfeld pour défendre la rive sud de l’Aisne.
Le PC du colonel Sausse est situé à Saint-Loup dans la dernière maison à l’angle de la route départementale qui monte en pente douce vers Blanzy et de la rue basse. Au signal sont installés un poste de commandement et un poste d’observation. Le 2e bataillon occupe la ligne d’arrêt au signal Saint-Loup, cote 146 et bois Jean-Claude.
Le 15 mai, les habitants de Saint-Loup reçoivent l’ordre d’évacuation et vont aller grossir les colonnes de réfugiés.
Du 17 au 20 mai, le 24e régiment d'infanterie s’oppose à plusieurs tentatives de franchissement de la rivière par les Allemands, les rejetant à chaque fois avec des pertes sensibles par de vigoureuses contre-attaques. Le régiment remporte un succès en maintenant ses positions malgré l’étendue de son front.
Entre le 21 et le 23 mai, le régiment profita du répit pour ré-articuler son dispositif. Le 9 juin à 3 h 30, un violent bombardement par mines, avions et artillerie se déclenche sur l’ensemble de la position. De violents combats ont lieu les 9 et 10 juin. Les troupes allemandes sont supérieures en nombre et en armes blindées.
Le 9 juin 1940, le chef d’escadron entre en liaison directe avec le commandant Masse, le groupement d’action d’ensemble à Saint-Loup, et place un observatoire au signal de Saint-Loup (en haut du mont de Blanzy). Mais les batteries subissent des pertes et mal abritées sont parfois dans l’obligation de se taire. Les 2e et 3e batteries du 232e RALCA (artillerie lourde 105L) prennent position dans le bois au sud de Saint-Loup à contre pente, elles sont prises sous un bombardement aérien violent à plusieurs reprises puis subissent des tirs d’artillerie ennemis qui préparent l’attaque allemande dans cette région.
Toujours le même jour (9 juin 1940), les éléments avancés du 19e GRCA prennent position à la ferme de l'Espérance, afin de renforcer le 24e RI. Les deux escadrons du groupe motorisé du 19e GRCA vont s'opposer à une avance de blindés ennemis perçant vers Saint-Loup-en-Champagne.
Le 10 juin à 5 heures du matin, le groupe motorisé du 19e GRCA est attaqué de plein fouet. Placé à la tête de cette unité, le chef d'escadron Robert de Vanssay est blessé à proximité du "Signal de Saint-Loup". Il venait de rejoindre avec les 3e et 4e escadrons du 19e GRCA le 2e bataillon du 24e RI sérieusement accroché par l'ennemi. Il n'a pas survécu, les Allemands ayant empêché un soldat français de lui porter secours alors qu'il tentait de se faire un garrot. Il fut porté disparu ; son corps ne sera retrouvé qu'en août suivant, et probablement identifié par son uniforme ainsi que par le porte-cartes lui appartenant retrouvé disloqué près de lui. La terre griffée autour de lui indiquait alors les souffrances d'un homme mort pour avoir perdu tout son sang. Il sera d'abord inhumé sur place, puis en 1962 ses restes seront transférés à la nécropole nationale de Floing.
Le 10 juin toujours, la ligne d’arrêt est enfoncée. Malgré la résistance des différents bataillons, le régiment est complètement encerclé et son colonel est fait prisonnier. Le drapeau est sauvé, le dernier coup de feu est tiré à 23 heures. Des rescapés participent à la défense de la Suippe. Le 24e RI, après ces violents combats, n'est plus une unité apte au combat, mais il a rempli sa mission : « tenir sans esprit de recul ».
Le colonel allemand dira au colonel Sausse : « Je vous félicite de la magnifique résistance de votre régiment, ce fut très dur pour nous. »
Au départ de Paris, le 24e RI comptait 83 officiers, 250 sous-officiers, et 2 800 hommes. Après les combats, il ne reste que 8 officiers, 47 sous-officiers et 350 hommes, 90% de l'effectif ayant été tué, blessé ou fait prisonnier. Sur le terroir de Saint-Loup-en-Champagne, 86 soldats sont décédés, dont le chef d'escadron Robert de Vanssay du 19e GRCA.
Chaque année à la mi-juin, les conseillers généraux des cantons d’Asfeld et de Château-Porcien ainsi que les maires des 10 communes de Aire, d'Asfeld, de Blanzy-la-Salonnaise, de Brienne-sur-Aisne, de Château-Porcien, d'Houdilcourt, de Poilcourt-Sydney, de Saint-Loup-en-Champagne, de Sault-Saint-Rémy et de Vieux-Lès-Asfeld, commémorent le sacrifice de la 10e DI au travers de plusieurs cérémonies, centralisées et décentralisées, en l'honneur des soldats de ces trois régiments d'infanterie qui ont combattu dans les Ardennes (5e RI, 24e RI et 46e RI).
En souvenir de ces durs combats et des pertes subies, les communes de Blanzy-la-Salonnaise et de Saint-Loup-en-Champagne ont donné le nom de « place du 24e-Régiment-d'Infanterie » à leur place principale et organisent tous les ans les cérémonies commémoratives sur les lieux mêmes où ces soldats sont tombés (Signal Saint-Loup, cimetière de Blanzy).
Dans le cimetière communal d'Urmatt, figure une stèle inaugurée le 11 novembre 2003 en mémoire des soldats du 24e et 226e RI tombés en défendant Urmatt le 22 juin 1940.

##### Campagne de la Libération

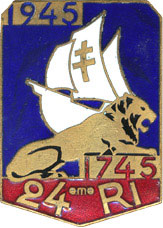
Insigne régimentaire du (1945)

Recréé en 1944, le régiment participe à la libération de la France au sein de la 10e division d'infanterie FFI. En janvier et février 1945, il sert dans le secteur des Vosges et tient le secteur de Moosch, avant de participer à la prise du Markstein et de la vallée de Munster. Il stationne à Thouars au printemps 1945 pour amalgamer les jeunes FFI entre eux.

#### 1945 à nos jours

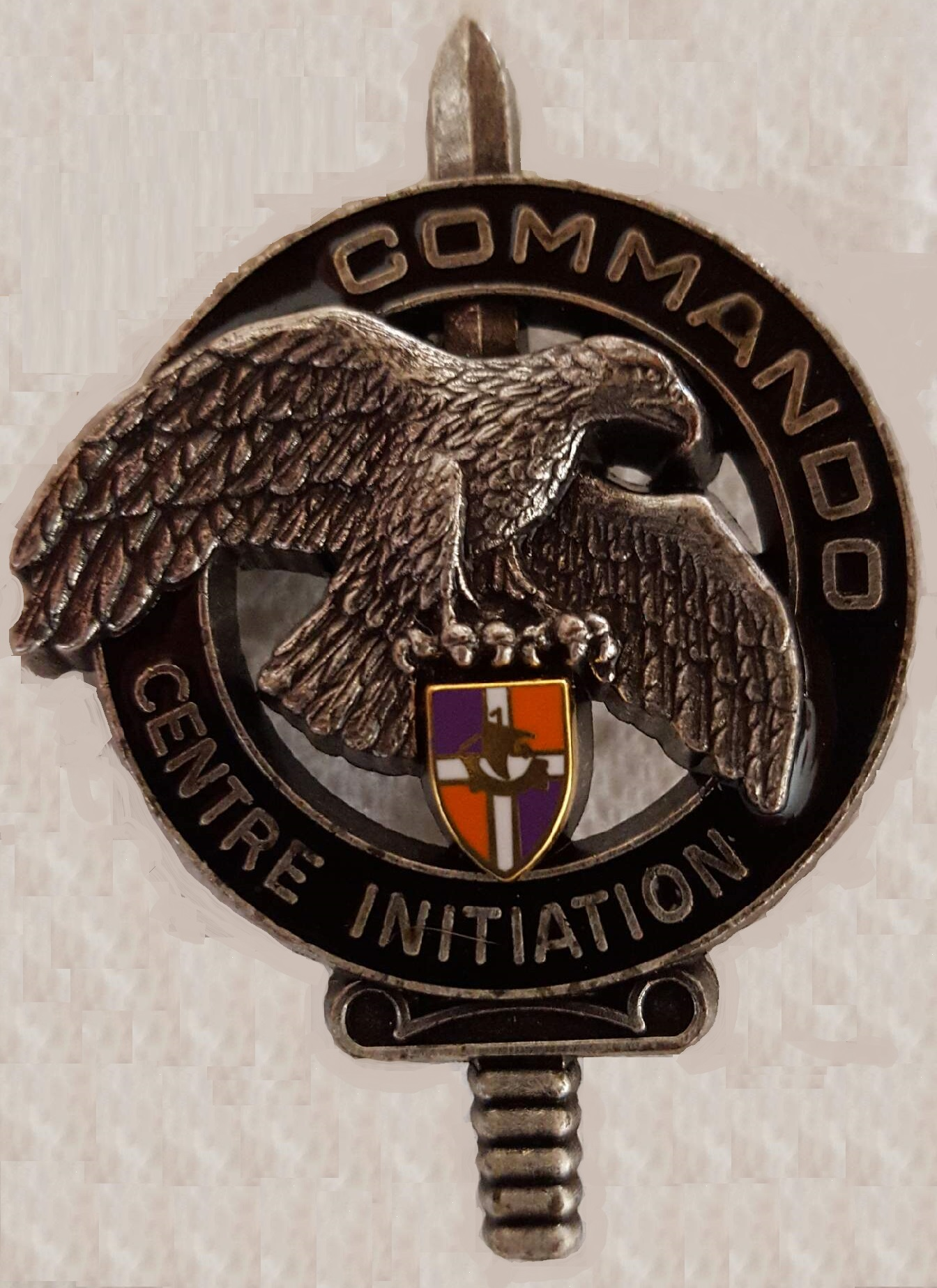
Brevet d'initiation commando du

- Le 24e régiment d’infanterie est basé à Bernay (2e bataillon) et à Aubervilliers (1er et 3e bataillons). Il est dissous en 1949.
- De 1963 à 1965, le drapeau du 24e régiment d'infanterie est confié à la garde du groupe sportif de Joinville.
- Le 24e régiment d'infanterie divisionnaire (24e RID) est recréé en 1970. Unité de réserve, elle est mise sur pied en tant que de besoin par le centre mobilisateur no 24 (CM 24) de Meaux.
- Le 24e RID redevient régiment d'active, en tant que 24e RI le 14 décembre 1983 et intègre le IIIe corps d’armée, dont le PC est à  Saint-Germain-en-Laye .
- De nouveau dissous en 1984, la garde de son drapeau est confiée brièvement au Centre mobilisateur N°421 (CM 421) de Romainville. Celui ci a la charge de mettre sur pied, en tant que de besoin, le 24e régiment de commandement divisionnaire (24e RCD). Ce régiment de réserve est créé par changement de nom du Groupement divisionnaire de la 11e division militaire territoriale (GMD 11).
- De 1984 à 1997, recréé en tant que régiment d'active par changement de nom du 6e régiment d'infanterie de Vincennes, il devient  le régiment protocolaire du président de la République et participe à toutes les cérémonies parisiennes (sous la forme de sections d'honneur). À cet effet, il est doté en 1990 d'une tenue de défilé spécifique réalisée sur la base de la tenue de sortie Terre de France : pantalon de la tenue de sortie (gris-beige) porté avec les brodequins de marche (rangers), court blouson gris-beige (porté uniquement à la Légion étrangère à cette époque), plastron jaune et béret bleu foncé, ceinturon FAMAS, écusson de manche de la circonscription militaire d'Île-de-France. Cette tenue a été généralisée ensuite pour les engagés, alors que le 24e RI était constitué d'appelés. Durant cette période, le 24e régiment d'infanterie est responsable du centre d'initiation commando de Cormeilles-en-Parisis créé par le 23e RIMa en 1967. 24e RI et 24e RCD sont donc deux unités distinctes, même si le second a reçu un temps la garde du drapeau du premier, et en est issu.
- De 1990 à 1992, le 24e RI est le régiment de CS no 1 de Vincennes. Sa mission principale est la défense de Paris et les troupes sont entrainées en conséquence, notamment à Sissone dans l'Aisne. Elles participent aussi à des simulations de combats urbains.
- En 1994, la 2e compagnie part en mission de 6 mois sous les couleurs de l'ONU , à Bihać en Bosnie-Herzégovine , et tiendra sa mission, malgré l'intensité des combats, jusqu'à la chute de la place.Insigne de la 2e compagnie (1994) du 24e RI

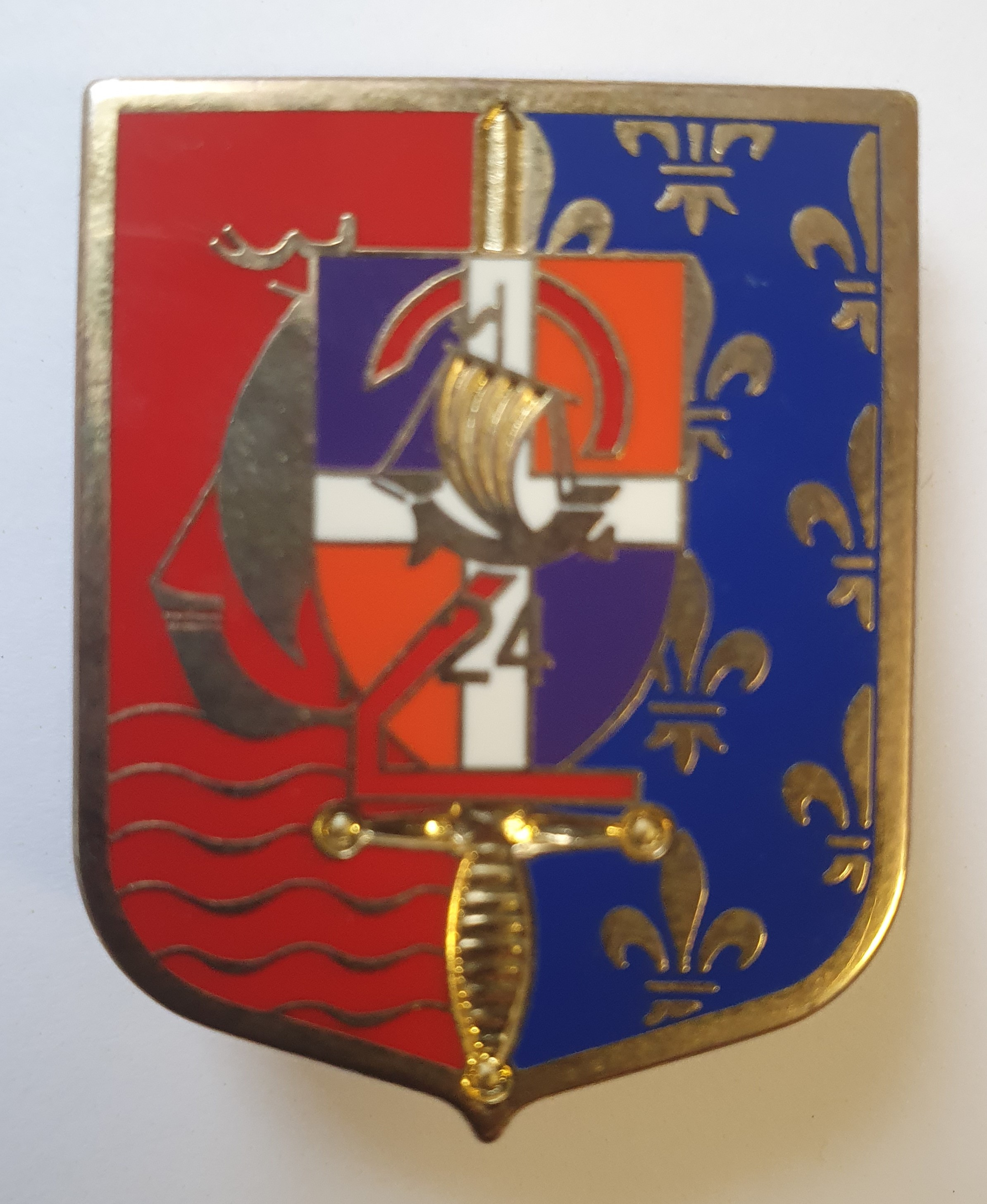
Insigne de la 2e compagnie (1994) du 24e RI

- En 1995, le 24e RI de Vincennes appartenait aux Forces de Défense du Territoire «  CMD Île-de-France  », avec le 5e RG de VersaillesInsigne de la 2e compagnie (1996) du 24e RI

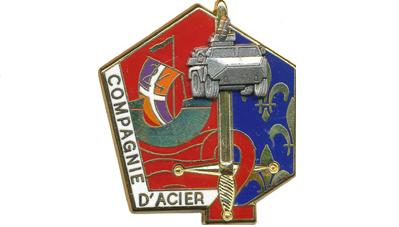
Insigne de la 2e compagnie (1996) du 24e RI

- Cérémonie de dissolution le 13 juin 1997. Sa mission de section d'honneur, non supprimable au regard des demandes croissantes d'élus et d'associations patriotiques, est confiée aux autres unités de l'Armée de terre, qui l'assurent dès lors à tour de rôle.
- Recréation[1], à Vincennes, du régiment le 27 juin 2013, sous la forme d'un bataillon de réserve et sous l'appellation officielle de "Bataillon de réserve Ile-de-France - 24e régiment d'infanterie" [6],[18].
- Depuis fin 2024 : l’état-major, la 1re et la 2e compagnie sont implantés au quartier Joffre-Drouot au camp de Satory à Versailles, tandis que la 3e et la 4e compagnie sont stationnées au camp des Matelots à Versailles.
- Le 1er janvier 2025, le régiment reprend l'appellation officielle et unique de 24e régiment d'infanterie (24e RI).

## Drapeau
Il porte, cousues en lettres d'or dans ses plis, les inscriptions suivantes :

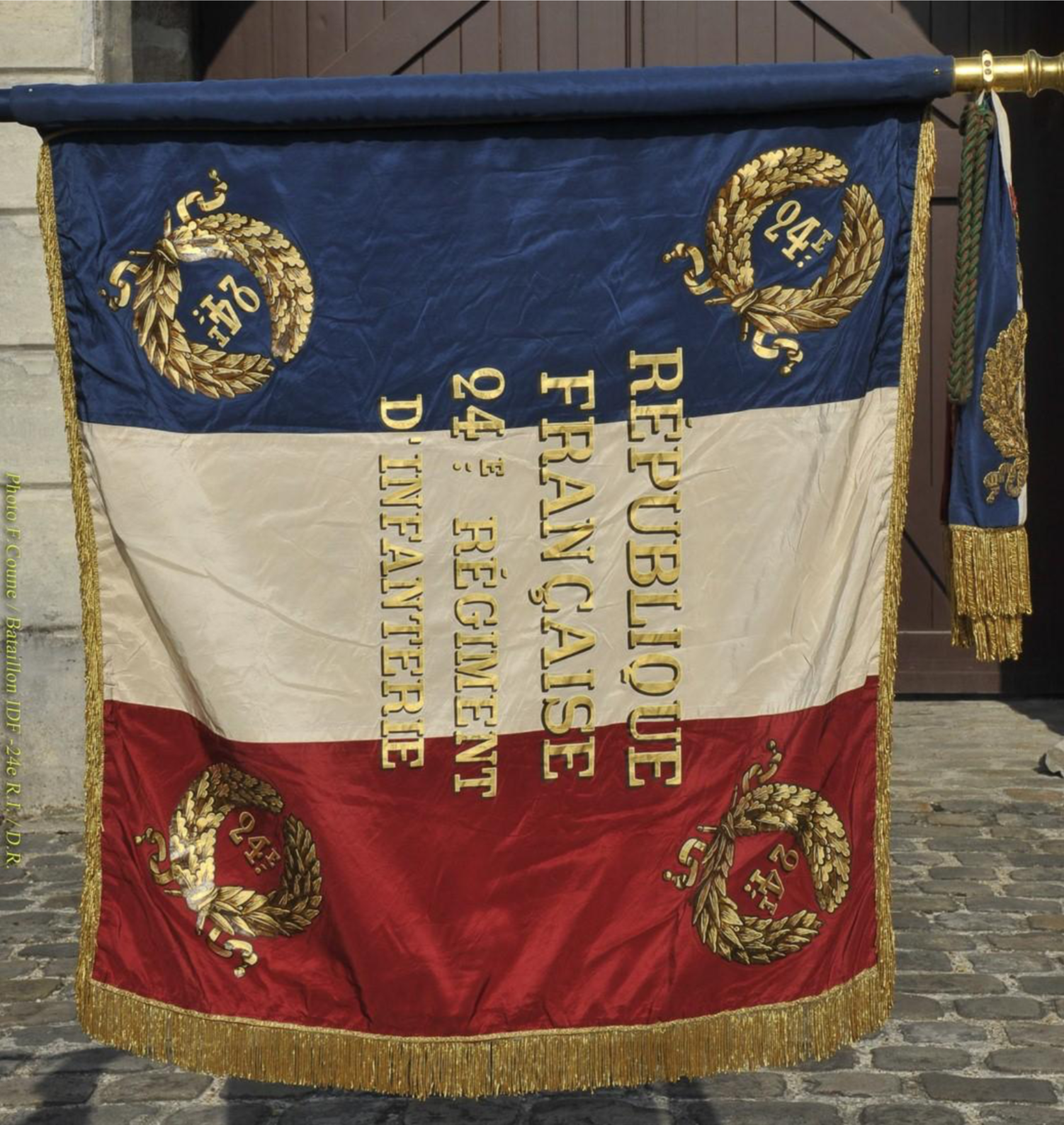
Drapeau du 24^{e} RI (avers)
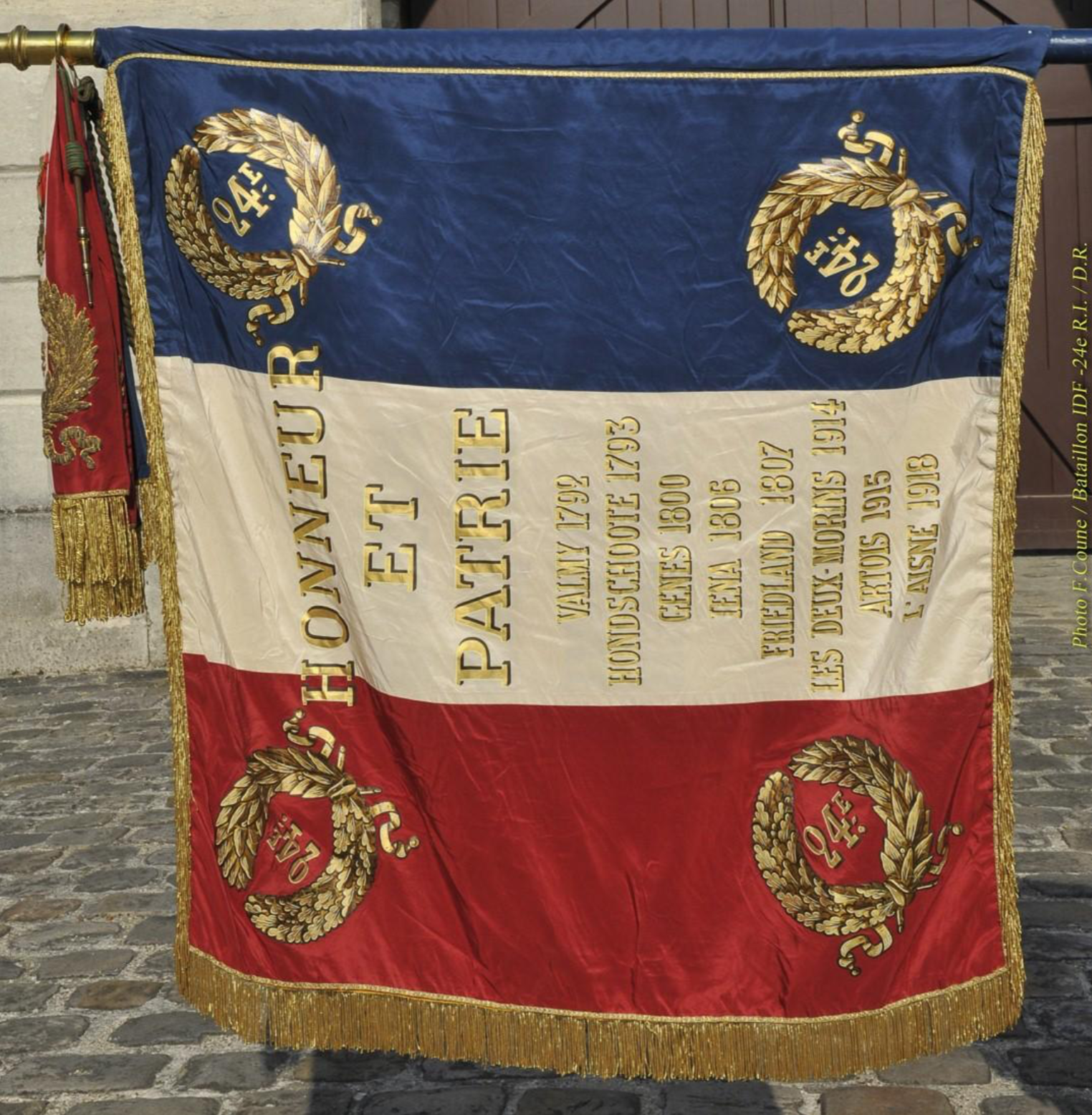
Drapeau du 24^{e} RI (revers)

Valmy 1792

Hondschoote 1793

Gênes 1800

Iéna 1806

Friedland 1807

Les Deux-Morins 1914

Artois 1915

L'Aisne 1918
- Drapeau du 24e RI (avers)
- Drapeau du 24e RI (revers)

## Décorations

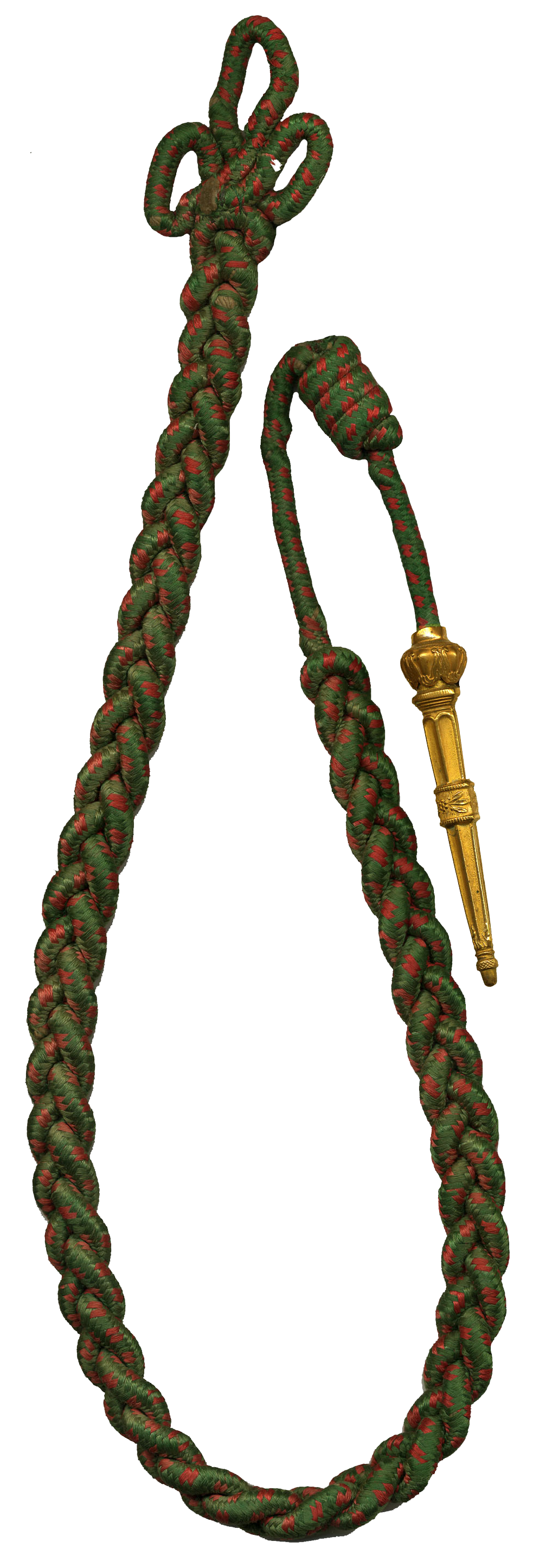
Fourragère aux couleurs de la croix de guerre 1914-1918, telle que portée par le.

Sa cravate est décorée de la croix de guerre 1914-1918 avec deux citations à l'ordre de l'armée puis une citation à l'ordre du corps d'armée, ainsi que de la croix de guerre 1939-1945 avec palme.
Le 17 février 1919, il reçoit la fourragère aux couleurs du ruban de la croix de guerre 1914-1918.

## Refrain
A la Chiffa !

A la Chiffa !

Les réguliers ne la passeront pas !

A la Coléah !

A la Coléah !

Nous trouverons le rata par là-bas !
Variante faite par les zouaves :

A la Coléah !

A la Coléah !

Le vingt-quatrième a reçu du tabac !

## Le régiment aujourd'hui

### Subordination
Le régiment est subordonné au Gouverneur militaire de Paris.

### Composition
Le 24e RI comprend près de 750 hommes et femmes[Quand ?], majoritairement de réserve (98 % des effectifs), hors une vingtaine de militaires d’active pour l’encadrement. Ce régiment d'Infanterie s'articule autour d’un état-major et de 4 compagnies de combat, au format C3T :
- L’état-major, la 1re et la 2e compagnie sont implantés au quartier Joffre-Drouot au camp de Satory à Versailles.
- La 3e et la 4e compagnie sont stationnées au camp des Matelots à Versailles.

### Missions

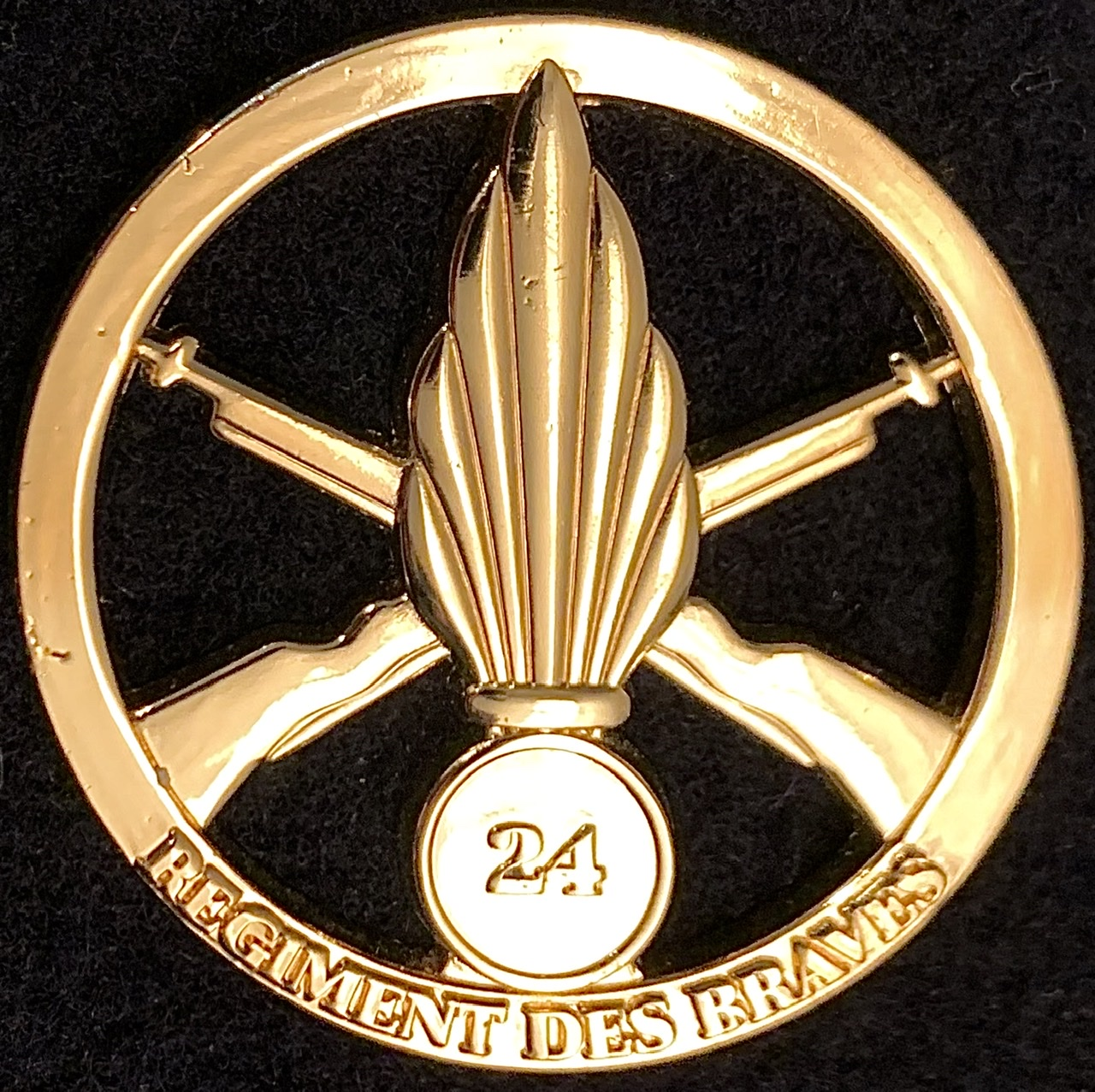
Insigne de béret du 24e régiment d’infanterie

Totalement opérationnel, le 24e RI est capable de mettre sur pied, sur court préavis, des unités C3T engagées prioritairement sous l'autorité de la zone de défense et de sécurité de Paris, aux ordres de l’officier général de la zone, le gouverneur militaire de Paris, lui-même au contact direct du préfet de Paris, préfet de la Zone de défense et de sécurité de Paris.
Le régiment est en mesure de participer à des missions de combat terrestre (MCT) sur le territoire national telles que des missions de sécurisation, de soutien logistique et d’appui, comme le renforcement de la protection de points d’importance vitaux, la protection de postes de commandement et de zones de regroupement et d’attente.
De façon continue, le régiment engage ses personnels dans le cadre de l’opération Sentinelle.
Dans le cadre de sa préparation opérationnelle interarmes (POIA), le régiment prend part à des exercices interarmes (CIADA/MISOL, CAL, BACCARAT, TRAPP, ORION ...). Il participe aussi fréquemment à des cérémonies de rayonnement institutionnel (14 Juillet, 11 Novembre...). Un détachement du 24e RI a notamment défilé sur les Champs-Élysées les 14 juillet 2014 et 2016, et sur la Place de la Concorde le 14 juillet 2020.
En 2020, dans le cadre de la montée en puissance de la réserve opérationnelle et conformément à la vision stratégique du général Thierry BURKHARD, le régiment projette progressivement certains de ses personnels en opérations extérieures (OPEX)[réf. souhaitée]et sur des missions de courte durée (MCD). La même année, il a également été déployé dans le cadre de l'opération Résilience, au titre de la lutte contre la propagation de la pandémie de Covid-19, dans plusieurs hôpitaux de Paris. Son engagement a fait l’objet de félicitations de la part de la ministre des Armées.

### Matériels

#### Armement
- Fusils d'assaut FAMAS modèle F1 cal. 5,56 x 45 mm ;
- Pistolets semi-automatiques PAMAC 50 cal. 9 x 19 mm Parabellum ;
- Pistolets semi-automatiques Glock 17 FR cal. 9 x 19 mm Parabellum ;
- Mitrailleuses légères FN MAG 58 cal. 7,62 x 51 mm OTAN.

#### Protections balistiques
- Casques modèle F1 ;
- Casques Spectra ;
- Gilets pare-balles (GPB) classe 3.

#### Véhicules
- Renault GBC 180 ;
- Peugeot P4 ;
- ACMAT VT4.

### Casernement
Le régiment tient actuellement garnison au quartier Joffre-Drouot au camp de Satory, et au camp des Matelots à Versailles. L'état-major, la 1re et la 2e compagnie ont déménagé au quartier Joffre Drouot à Versailles en 2024.

## Personnalités ayant servi au24eRI
- Gabriel Bablon (1905-1956), colonel, officier des forces françaises libres et Compagnon de la Libération, commandant le 24e RI à la Libération, en 1944.
- Georges Bergé (1909-1997), général français, Compagnon de la Libération, y effectue son service militaire en 1929.
- André Robert Raimbourg dit Bourvil (1917-1970) devance l'appel et s'y engage comme trompette en 1937.
- Jean Dufy (1888-1964) y est affecté lors de la mobilisation du 2 août 1914.
- Pierre Dupont de l'Étang (1765-1840), capitaine au 24e RI le 12 janvier 1792.
- Charles Lanrezac (1852-1925), muté au 24e régiment d'infanterie en 1876 comme capitaine. Il y prépare l'école de guerre qu'il intègre en 1877.
- Jean Lhuillier (1906-1971), Compagnon de la Libération, chef du 1er bataillon du régiment en 1944.
- Domparsio Nicolaï (1814-1887) alors sous-lieutenant.
- Marcel Niquet (1889-1968) de 1915 à 1919.
- Henri d'Orléans Duc d'Aumale (1822-1897), fils de Louis Philippe 1er, lieutenant-colonel (ou colonel en second) du 24e régiment d'infanterie en 1841.
- Pierre Louis François Paultre de Lamotte (1774-1840), lieutenant général de cavalerie, sous-lieutenant au 24e régiment d'infanterie le 12 janvier 1792.
- Victurnien Bonaventure de Rochechouart de Mortemart (1753-1823), militaire et homme politique français des XVIIIe et XIXe siècles, colonel en second de Brie (ou « lieutenant-colonel ») en 1778.
- Jean-Pierre Sartin (1917-1993), Compagnon de la Libération, chef d'état-major de 1944 à 1950.
- Jean-Baptiste Pierre de Semellé (1773-1839), en tant que capitaine-colonel de la 24e demi-brigade de deuxième formation en 1801.
- Dominique René Vandamme (1770-1830), y était soldat en 1791.
- Jacques Villon (1875-1963), y effectue son service militaire en 1897.

## Confusion possible
Le Royal Deux-Ponts, qui à la révolution française sera numéroté 99e régiment d'infanterie de ligne, faisait partie du corps expéditionnaire envoyé aux Amériques et prit une part active à la bataille de Yorktown, notamment par la prise du bastion no 9. En 1855, le 99e régiment d'infanterie de ligne reprendra les traditions du 24e régiment d'infanterie légère, ce qui évidemment ajouta à la confusion possible d'avec le 24e régiment d'infanterie de ligne, qui avait également participé à la bataille de Yorktown. Brie prit une part active à la guerre d'indépendance américaine, à travers le détachement d'environ 400 hommes, troupes embarquées au sein de chacune des escadres des amiraux d'Estaing et de Grasse. Ainsi, c'est au sein de l'escadre de Grasse que Brie (devenu 24e régiment d'infanterie de ligne) participera à la victoire américaine de Yorktown.

## Sources et bibliographie
(novembre 2020).
- Benjamin Charles Lucien Amiot, Historique du 24e régiment d'infanterie, L. Baudoin, 1893 (lire en ligne)
- Historique du 24e régiment d’infanterie. Campagne 1914-1919, Henri Charles-Lavauzelle, 1920 (lire en ligne)
- Michel Roucaud, «  L'anatomie d'un régiment consulaire ou le 24e de ligne en 1803 d'après ses contrôles  », dans RIHM , no 82, 2002. http://institut-strategie.fr/RIHM_82_ROUCAUD_OK.html
- Major (ER) Luc Binet, Symboles et Traditions N° 248 ; article "les insignes du 24e RI". Symboles et Traditions 2023